# Énergie solaire aux États-Unis

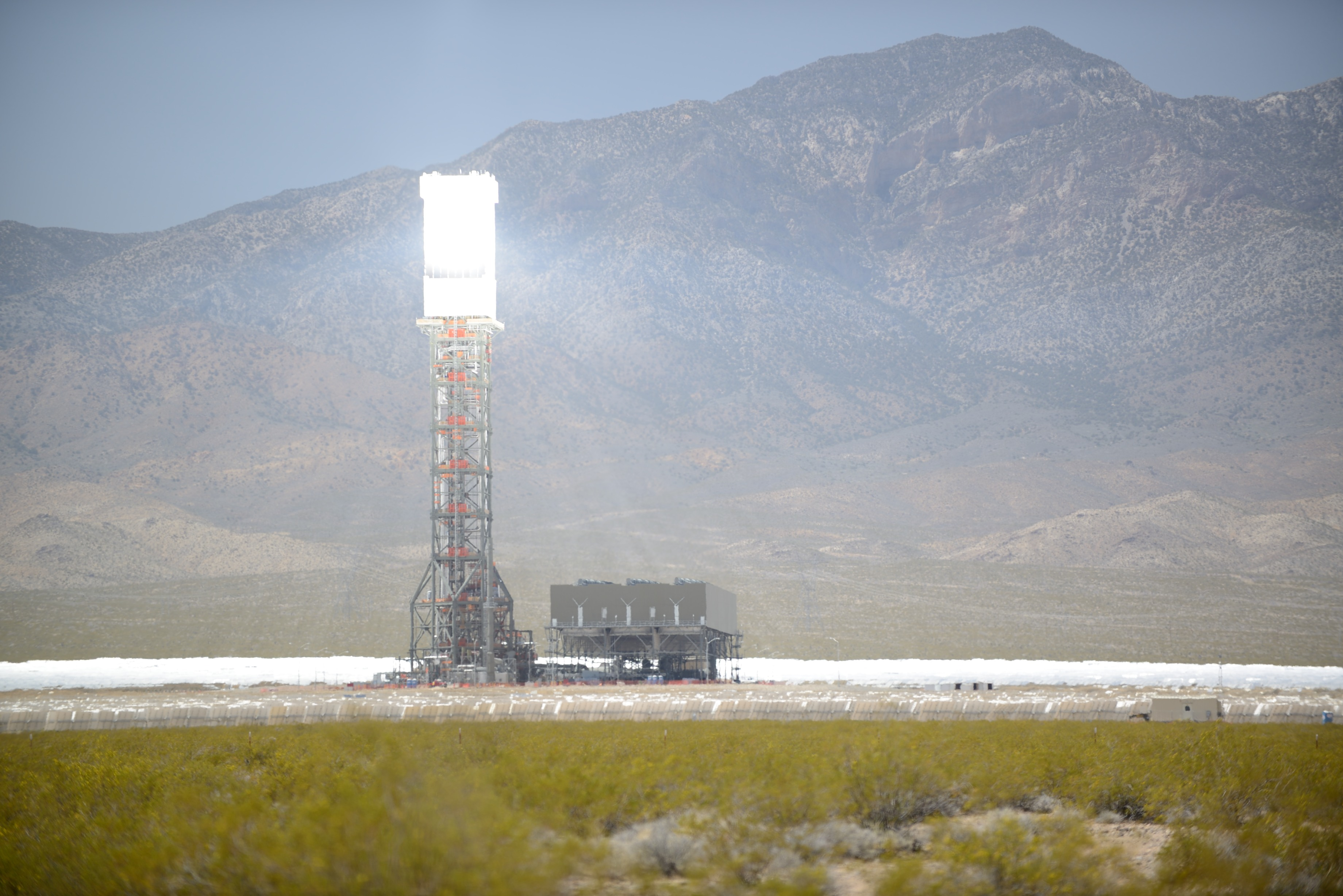
La centrale solaire d'Ivanpah en fonctionnement le 29 avril 2013.

L'énergie solaire aux États-Unis, longtemps limitée à la Californie, connait une croissance très rapide dans la plupart des États depuis la mise en place de politiques de soutien à partir de 2008-2009.
La filière photovoltaïque fournissait 6,8 % de la production nationale d'électricité en 2024 ; cette production photovoltaïque a été multipliée par 8,4 en neuf ans (2015-2024) et a encore progressé de 32,4 % en 2024. L'Agence internationale de l'énergie évalue le taux de pénétration théorique du solaire photovoltaïque à 7,9 % de la consommation totale d'électricité du pays fin 2024 contre 14 % dans l'Union européenne, 13,1 % en Chine, 24 % en Espagne, 19,8 % en Allemagne et 7,3 % en France.
Les États-Unis détenaient en 2023 le deuxième rang mondial des producteurs d'électricité photovoltaïque avec 14,7 % de la production mondiale, derrière la Chine (35,6 %). Leur part atteignait 10 % dans la puissance installée mondiale en 2024, derrière la Chine (46 %) et devant l'Inde, l'Allemagne et le Japon. Leur part de marché est tombé à 7,8 % en 2024, contre 59 % pour la Chine. Sur les dix plus puissantes centrales solaires photovoltaïques du monde, quatre se trouvent dans les déserts du Sud-Ouest des États-Unis.
La Californie est l'état leader du secteur : elle représente 25,8 % de la production photovoltaïque du pays en 2024 et l'énergie solaire y fournit 32,4 % de la production électrique. Les équipements individuels s'y multiplient grâce à l’effondrement des coûts des panneaux solaires, divisés par cinq en cinq ans : en 2015, environ 2,5 millions de foyers californiens utilisaient l'énergie produite par leurs panneaux photovoltaïques.
Deux entreprises américaines figurent au classement mondial 2017 des dix plus grands fabricants de modules photovoltaïques : First Solar au 9e rang et Sunpower au 10e rang.
Dans la filière solaire thermique, les États-Unis sont au 3e rang des pays producteurs de chaleur d’origine solaire avec 3,6 % du total mondial, très loin derrière la Chine (72,8 %) ; cette énergie est surtout utilisée pour le chauffage des piscines.
La filière solaire thermodynamique à concentration est exploitée dans les États du sud-ouest (Californie, Arizona, Nevada) qui bénéficient de taux d'irradiation solaire très élevés ; on y trouve les cinq centrales solaires thermodynamiques les plus puissantes du monde. Les États-Unis sont pionniers dans cette technologie depuis 1985, date de la construction de la première centrale solaire thermique ; ils se situaient en 2022 au deuxième rang mondial pour la production d'électricité solaire thermodynamique avec 23,9 % du total mondial, derrière l'Espagne (33,3 %). En 2023, la puissance installée de cette filière se classe au deuxième rang mondial (21,5 %) derrière l'Espagne (33,5 %). Elle fournit 0,07 % de la production nationale d'électricité. Sa production est en baisse depuis 2018 : -13 % en six ans.

## Potentiel solaire des États-Unis
Les régions situées au Sud-Ouest des États-Unis bénéficient d'un excellent potentiel solaire : des zones étendues dépassent 7 kWh/m2/jour (comparaison : 4,5 kWh/m2/j en Provence-Alpes-Côte d'Azur). C'est bien évidemment dans ces régions (sud de la Californie, Colorado, Arizona, Nevada, Nouveau-Mexique) que les centrales solaires se sont le plus développées. Un rapport publié en 2012 par le National Renewable Energy Laboratory (NREL), principal laboratoire national du Département de l'Énergie des États-Unis, consacré à la recherche sur les énergies renouvelables et l'efficacité énergétique, évalue le potentiel technique des énergies renouvelables ; comme il ne prend en compte ni les contraintes économiques ni celles de marché, l'exercice reste purement théorique, mais il permet d'identifier les régions les plus favorables :
| État                                                                          | Centrales PV* | Centrales CSP** |
| ----------------------------------------------------------------------------- | ------------- | --------------- |
| Arizona                                                                       | 11 868        | 12 544          |
| Californie                                                                    | 8 856         | 8 491           |
| Colorado                                                                      | 10 238        | 9 154           |
| Nevada                                                                        | 8 614         | 8 296           |
| Nouveau-Mexique                                                               | 16 319        | 16 812          |
| Texas                                                                         | 38 994        | 22 787          |
| Kansas                                                                        | 14 500        | 7 974           |
| * PV = photovoltaïque ** CSP = centrales solaires thermiques à concentration. |               |                 |

À titre de référence, la production totale d'électricité des États-Unis s'élevait en 2024 à 4 389 TWh.
Afin de minimiser les recours des associations de défense de l'environnement contre les projets de centrales solaires, le gouvernement fédéral a, en 2012, délimité 17 « zones à énergie solaire » afin d'orienter le développement vers des terrains qu'il a identifiés comme présentant peu de contre-indications en termes de faune sauvage et de ressources naturelles. Ces zones couvrent environ 450 miles carrés dans six États : Californie, Nevada, Arizona, Utah, Colorado et Nouveau Mexique.

## Solaire thermique

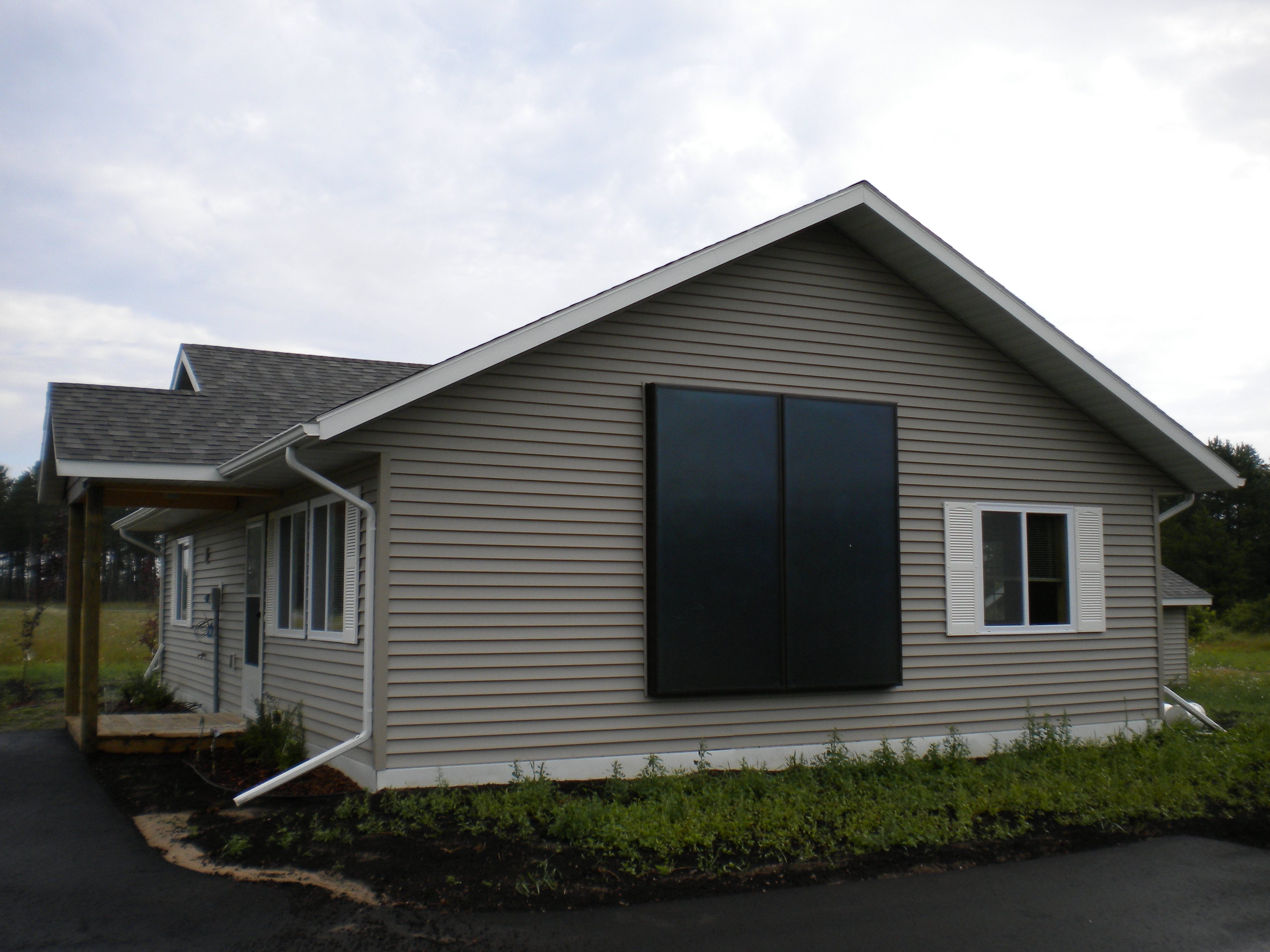
Installation résidentielle typique de deux capteurs de chaleur solaires de la Rural Renewable Energy Alliance au Minnesota : capteurs plans vitrés à air, 7 juillet 2009.

Le solaire thermique comprend surtout les chauffe-eau solaires individuels ou collectifs.
Les États-Unis se placent au 3e rang des pays producteurs de chaleur d’origine solaire : fin 2020, la puissance installée cumulée des capteurs solaires thermiques aux États-Unis atteignait 18 185 MWth, soit 25,98 Mm2 (millions de m²) de capteurs, au 3e rang mondial avec 3,6 % du total mondial, très loin derrière la Chine (364 000 MWth, 520 Mm2 de capteurs, 72,8 % du total mondial) et tout récemment dépassés par la Turquie (18 426 MWth) ; 15 808 MWth étaient des capteurs non vitrés et 2 113 MWth des capteurs plans vitrés ; le marché américain est en baisse en 2020, où 506 MWth ont été installés.
Les statistiques de livraisons de capteurs solaires thermiques ont atteint 12,22 millions de pieds carrés (1,135 million de m²) en 2009 (en baisse après un maximum à 1,93 Mm2), dont :
- 84 % pour les ménages, 8 % pour les commerces et 5 % pour l'industrie ;
- 73 % pour le chauffage des piscines, 16 % pour l'eau chaude, 5 % pour la production de chaleur pour l'industrie (process heat) et 3 % pour la production d'électricité.

## Photovoltaïque

### Production d'électricité

Évolution de la production solaire commerciale (en GWh/an) des cinq États les plus engagés dans le solaire, 1990-2016
source : EIA.

En 2024, la production d'électricité par les centrales solaires photovoltaïques (>1 MWc) s'est élevée à 215 416 GWh, en progression de 32,4 % par rapport à 2023 ; avec la production estimée des petites installations (84 630 GWh), la production d'électricité photovoltaïque totale en 2024 est estimée à 300 046 GWh contre 236 089 GWh en 2023, soit +27,1 % ; elle représentait 28,3 % de la production d'électricité renouvelable et 6,8 % de la production totale d'électricité du pays.
L'Energy Institute estime la production solaire (solaire thermodynamique inclus) de 2023 à 240,5 TWh, soit 5,4 % de la production totale d'électricité du pays et 14,7 % du total mondial, au 2e rang mondial, derrière la Chine (35,6 %).
L'Agence internationale de l'énergie (AIE) évalue le taux de pénétration théorique du solaire photovoltaïque à 7,9 % de la consommation totale d'électricité du pays fin 2024 (sur la base des puissances installées au 31/12/2023), contre 14 % dans l'Union européenne, 27,9 % en Grèce, 24 % en Espagne, 19,8 % en Allemagne, 13,1 % en Chine, 12,3 % au Japon, 9,5 % en Inde et 7,3 % en France.
L'AIE estime la production d'électricité photovoltaïque en 2023 à 213 343 GWh, soit 4,8 % de la production d'électricité du pays ; les États-Unis se classent au 2e rang mondial avec 13,0 % du total mondial, derrière la Chine (35,6 %).
L'EIA ne prenait en compte, jusqu'en 2013, que les centrales de taille commerciale (1 MWc et plus) alors que l'Agence internationale de l'énergie y ajoutait une estimation de la production des installations de petite taille (toits de maisons et d'immeubles) ; depuis 2014, l'EIA fournit les deux jeux de données, mais avec une estimation plus élevée que celle de l'AIE pour la « production distribuée ».
| Source                  | 2005 | 2010  | 2015   | 2016   | 2017   | 2018   | 2019    | 2020    | 2021    | 2022    | 2023    | 2024    |
| EIA (centrales)         | 16   | 423   | 21 666 | 32 670 | 50 017 | 60 234 | 68 719  | 86 066  | 112 335 | 140 793 | 162 683 | 215 416 |
| EIA (total estimé)      | nd   | nd    | 35 805 | 51 483 | 74 007 | 89 773 | 103 676 | 127 588 | 161 499 | 202 075 | 236 090 | 300 046 |
| AIE (centrales + toits) | 524  | 3 063 | 32 091 | 46 633 | 67 392 | 81 244 | 93 943  | 115 901 | 148 153 | 183 812 | 213 343 |         |

| État             | 2014   | 2015   | 2016   | 2017   | 2018   | 2019    | 2020    | 2021    | 2022    | 2023    | 2024    | Var.2024/23 | % du total |
| Californie       | 13 010 | 18 536 | 24 616 | 32 594 | 37 446 | 41 256  | 45 460  | 52 682  | 60 827  | 67 077  | 77 498  | +15,5 %     | 25,8 %     |
| Texas            |        | 624    | 1 122  | 2 665  | 3 921  | 5 366   | 10 151  | 17 205  | 25 437  | 32 325  | 44 506  | +37,7 %     | 14,8 %     |
| Floride          |        |        |        | 1 148  | 2 790  | 4 562   | 7 597   | 10 725  | 13 857  | 17 804  | 23 302  | +30,9 %     | 7,8 %      |
| Arizona          | 3 639  | 4 108  | 4 726  | 6 111  | 6 630  | 7 058   | 7 974   | 9 387   | 10 367  | 11 535  | 15 408  | +33,6 %     | 5,1 %      |
| Nevada           | 1 001  | 1 734  | 3 252  | 4 398  | 4 909  | 5 331   | 6 300   | 7 485   | 10 222  | 11 209  | 14 279  | +10,1 %     | 4,8 %      |
| Caroline du Nord | 803    | 1 460  | 3 589  | 5 300  | 6 323  | 7 725   | 8 633   | 10 578  | 11 858  | 12 216  | 13 174  | +7,8 %      | 4,4 %      |
| Géorgie          |        | 229    | 1 076  | 2 212  | 2 265  | 2 467   | 4 109   | 5 241   | 7 332   | 8 069   | 9 348   | +15,9 %     | 3,1 %      |
| Virginie         |        |        |        |        |        | 1 081   | 1 585   | 3 588   | 5 015   | 6 129   | 8 076   | +31,8 %     | 2,7 %      |
| New York         |        |        |        |        | 1 794  | 2 376   | 3 130   | 3 861   | 5 256   | 6 205   | 7 905   | +27,4 %     | 2,6 %      |
| Colorado         |        |        |        |        |        |         | 2 204   | 2 790   | 3 772   | 5 319   | 6 975   | +31,1 %     | 2,3 %      |
| Massachusetts    | 930    | 1 314  | 1 863  | 2 304  | 3 062  | 3 280   | 3 726   | 4 120   | 5 353   | 5 724   | 6 310   | +10,2 %     | 2,1 %      |
| Utah             |        | 99     | 1 203  | 2 500  | 2 618  | 2 646   | 3 117   | 4 137   | 4 629   | 4 835   | 5 915   | +22,4 %     | 2,0 %      |
| New Jersey       | 1 888  | 2 062  | 2 220  | 2 586  | 2 903  | 3 357   | 3 809   | 4 043   | 4 691   | 4 710   | 5 189   | +10,2 %     | 1,7 %      |
| Nouveau-Mexique  |        |        |        |        |        |         |         |         |         | 3 314   | 5 120   | +54,5 %     | 1,7 %      |
| Total USA        | 26 482 | 35 805 | 51 483 | 74 007 | 89 773 | 103 676 | 127 588 | 161 499 | 202 080 | 236 090 | 300 046 | +27,1 %     | 100 %      |

La Californie a produit 32,4 % de son électricité à partir de l'énergie solaire en 2024 : 77 498 GWh par ses installations photovoltaïques et 2 045 GWh par ses centrales thermodynamiques, sur une production totale de 244 414 GWh, dont 214 131 GWh par les centrales et 31 723 GWh de solaire diffus.
En 2014, la Californie est devenue le premier état des États-Unis à dépasser la barre des 5 % d'électricité produite par des centrales solaires de taille commerciale (1 MWc ou plus), avec 9,9 TWh produits en 2014 contre 3,8 TWh en 2013 (1,9 % de l'électricité totale). La Californie a produit plus que l'ensemble des autres états réunis. Derrière elle viennent le Nevada (2,8 %), l'Arizona (2,8 %), le New Jersey (1,0 %) et la Caroline du Nord (0,7 %). Avec la mise en service de plusieurs centrales géantes (Topaz, Desert Sunlight, Ivanpah et Genesis), la puissance installée de ces centrales s'est accrue de 1 900 MWc et a atteint 5 400 MWc. Par ailleurs, grâce à diverses incitations financières, 2 300 MWc d'installations solaires de petite taille ont été ajoutées sur les toits de maisons ou d'immeubles commerciaux, grâce à l’effondrement des coûts des panneaux solaires, divisés par cinq en cinq ans : en 2015, environ 2,5 millions de foyers californiens utilisent l'énergie produite par leurs panneaux photovoltaïques. Fin 2014, le secteur solaire fait vivre 173 000 salariés américains.

### Puissance installée

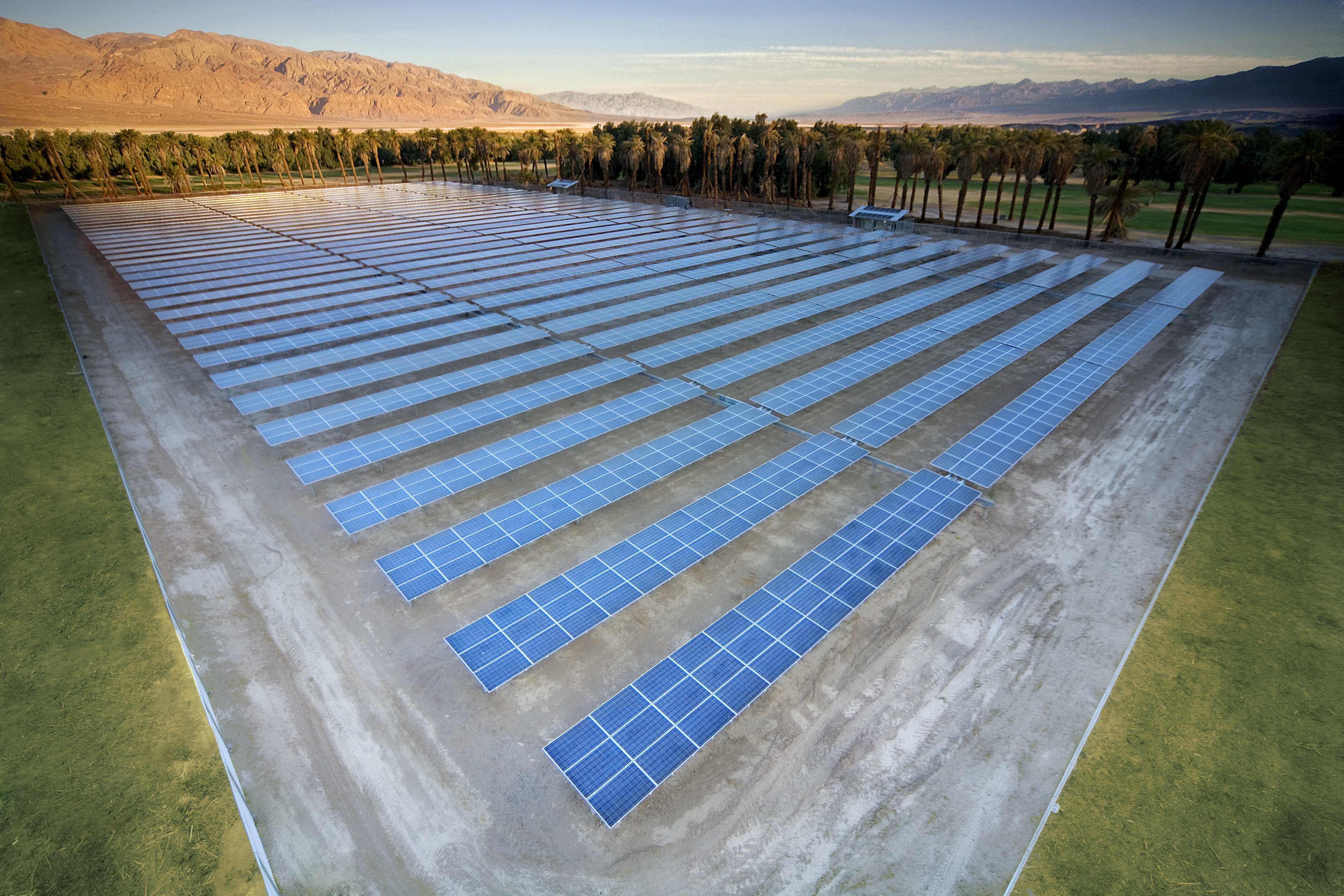
Centrale solaire photovoltaïque à Furnace Creek Ranch, dans la Vallée de la Mort en Californie.

En 2024, le marché est freiné par la hausse des taux d'intérêt et des changements de réglementation aux États-Unis. Wood Mackenzie prévoit pour 2024 une chute de 13 % des installations neuves dans le solaire résidentiel aux États-Unis, et de 40 % en Californie. Le 18 juillet 2024, SunPower annonce l'arrêt de toutes ses activités.
La puissance nette installée photovoltaïque des États-Unis s'élevait fin 2023 à 174 518 MWc, dont 121 176 MWc de centrales de taille commerciale et 53 342 MWc de petites installations. Cette puissance s'est accrue en un an de 35 716 MWc, soit +25,7 %, dont 30 648 MWc de centrales (+33,9 %) et 5 568 MWc de petites installations (+11,7 %).
Selon l'Agence internationale de l'énergie, les États-Unis ont été en 2024 le deuxième marché mondial du photovoltaïque avec 47,1 GWc installés dans l'année, en progression de 39 % par rapport à 2023 ; leur part du marché mondial est de 7,8 %, loin derrière la Chine (357 GWc, 59 % du total) ; le marché de l'Union européenne atteint 62,6 GWc (10,4 %). La puissance installée cumulée des États-Unis atteint 224,1 GWc, soit 10 % du total mondial, au 2e rang derrière la Chine (1 048,5 GWc, 46 %) et devant l'Inde (5,5 %), l'Allemagne (4,4 %) et le Japon (4,3 %) ; l'Union européenne totalise 15,1 %.
| État             | Centrales (MWc) | Petites installations (MWc) | Total   | Part   |
| Californie       | 21 289          | 18 072                      | 39 361  | 22,6 % |
| Texas            | 22 366          | 3 028                       | 25 394  | 14,6 % |
| Floride          | 10 956          | 2 810                       | 13 766  | 7,9 %  |
| Arizona          | 4 744           | 2 897                       | 7 641   | 4,4 %  |
| Caroline du Nord | 6 720           | 574                         | 7 294   | 4,2 %  |
| Nevada           | 5 028           | 1 125                       | 6 153   | 3,5 %  |
| New York         | 2 473           | 3 400                       | 5 873   | 3,4 %  |
| Géorgie          | 4 986           | 341                         | 5 327   | 3,1 %  |
| Virginie         | 4 581           | 687                         | 5 268   | 3,0 %  |
| Massachusetts    | 1 375           | 2 986                       | 4 361   | 2,5 %  |
| Illinois         | 2 651           | 1 485                       | 4 136   | 2,4 %  |
| New Jersey       | 1 174           | 2 490                       | 3 664   | 2,1 %  |
| Ohio             | 3 234           | 418                         | 3 652   | 2,1 %  |
| Colorado         | 2 341           | 1 203                       | 3 544   | 2,0 %  |
| Nouveau-Mexique  | 2 622           | 412                         | 3 034   | 1,7 %  |
| Utah             | 2 193           | 587                         | 2 780   | 1,6 %  |
| Indiana          | 2 490           | 276                         | 2 766   | 1,6 %  |
| Wisconsin        | 2 093           | 274                         | 2 367   | 1,4 %  |
| Caroline du Sud  | 1 640           | 402                         | 2 042   | 1,2 %  |
| Minnesota        | 1 684           | 296                         | 1 980   | 1,1 %  |
| Maryland         | 661             | 1 142                       | 1 803   | 1,0 %  |
| Total USA        | 121 176         | 53 342                      | 174 518 | 100 %  |

Les États-Unis ont été en 2023 le deuxième marché mondial du photovoltaïque avec 33,2 GWc installés dans l'année, en progression de 78 % par rapport à 2022 ; leur part du marché mondial est de 8,2 %, loin derrière la Chine (235,5 GWc, 57,8 % du total) ; le marché de l'Union européenne atteint 55,8 GWc (13,7 %). La puissance installée cumulée des États-Unis atteint 169,5 GWc, soit 10,4 % du total mondial, au 2e rang derrière la Chine (662 GWc, 40,8 %) et devant l'Inde (5,9 %), le Japon (5,6 %),  et l'Allemagne (5,0 %) ; l'Union européenne totalise 16,5 %.
Les États-Unis ont été en 2022 le deuxième marché mondial du photovoltaïque avec 18,6 GWc installés dans l'année, en net recul par rapport à 2021 ; leur part du marché mondial est de 7,7 %, loin derrière la Chine (106 GWc, 44,2 % du total) ; le marché de l'Union européenne atteint (38,7 GWc). La puissance installée cumulée des États-Unis atteint 141,6 GWc, soit 11,9 % du total mondial, au 2e rang derrière la Chine (35,0 %) et devant le Japon (7,2 %), l'Inde (6,7 %) et l'Allemagne (5,7 %) ; l'Union européenne totalise 17,7 %.
Les États-Unis ont été en 2021 le deuxième marché mondial du photovoltaïque avec 26,9 GWc installés dans l'année, en nette accélération par rapport à 2020, dont environ 75 % de centrales de taille commerciale ; leur part du marché mondial est de 15,4 %, loin derrière la Chine (54,9 GWc, 31,4 % du total) ; le marché de l'Union européenne atteint (26,8 GWc). La puissance installée cumulée des États-Unis atteint 122,9 GWc, soit 13 % du total mondial, au 2e rang derrière la Chine (32,7 %).
L'augmentation de 23 % des nouvelles installations en 2019 provient surtout d'une forte demande des compagnies de distribution d'électricité, avec un total de 30,4 GWc de nouveaux projets annoncés en 2019, portant le carnet de commandes au niveau record de 48,1 GWc. En mars 2020, le gouverneur de l'État de New York, Andrew Cuomo, a dévoilé les résultats du troisième appel d'offres de l'État pour les projets d'énergies renouvelables : le solaire a emporté 17 des 21 projets sélectionnés avec 1 090 MWc à un prix moyen de 18,59 $/MWh ; l'État s'est fixé en juillet 2019 l'objectif de produire 70 % de son électricité en 2030 à partir d'énergies renouvelables.
Les États-Unis ont été en 2018 le troisième marché mondial du photovoltaïque avec 10,6 GWc installés dans l'année, en léger recul par rapport à 2017, très au-dessous des 14,7 GWc installés en 2016 ; leur part du marché mondial est d'environ 11 %, loin derrière la Chine (45 GWc, 45 % du total) et dépassée pour la première fois par l'Inde (10,8 GWc). La puissance installé cumulée des États-Unis atteint 62,2 GWc, soit 12,4 % du total mondial, au 2e rang derrière la Chine (176,11 GWc, 35 %) et devant le Japon (56 GWc) et l'Allemagne (45,4 GWc).
Le pic de 2016 s’expliquait par un afflux massif de projets cherchant à bénéficier du crédit d’impôt fédéral de 30 % qui expiait à la fin de l'année. Le niveau d’installation de 2017 reste cependant largement supérieur à celui enregistré en 2015 (7,5 GWc). Les grandes compagnies énergétiques (utilities) représentent encore 59 % de la puissance installée, contre 41 % pour le solaire distribué (2 227 MWc pour le résidentiel et 2 147 MWc pour le secteur non résidentiel). La taxe de 30 % sur les importations de cellules et modules silicium cristallin imposée par le gouvernement en janvier 2018 devrait augmenter le prix des modules de 0,1 $/Wc et diminuer le marché, mais elle doit diminuer les années suivantes pour disparaître en 2021.
En 2015, le marché américain a progressé de 16 % à 7,3 GWc. Le parc photovoltaïque comprend fin 2015 plus de 900 000 installations ; les nouvelles installations se décomposent en 4 150 MWc de grandes centrales au sol (+6 %), 2 099 MWc dans le secteur résidentiel (+66 %) et 1 011 MWc dans le secteur non résidentiel (-5 %). Les perspectives sont très favorables du fait de la prolongation du crédit d'impôt fédéral à l'investissement (Federal Investment Tax Credit - FITC) avec son taux de 30 % maintenu jusqu'en 2019, après quoi il deviendra dégressif jusqu'en 2022. Selon GTM Research, cela permettra  de porter la puissance installée à 97 GWc fin 2020, avec un bond de 16 GWc en 2016 grâce au maintien du taux du FITC alors que le marché anticipait une baisse de 10 %, ainsi qu'à la décision de plusieurs états, dont la Californie, de mettre en place le système de facturation nette (net metering).
En 2014, le marché photovoltaïque a atteint 6,2 GWc, dont 3,9 GWc de centrales au sol (utility). Les projets solaires photovoltaïques ont représenté en 2014 un investissement de 13,4 milliards de dollars (12,4 milliards d’euros). Les États-Unis se sont situés au 3e rang mondial pour les installations de l'année 2014, avec 16 % du marché mondial, derrière la Chine (10,56 GWc) et le Japon (9,7 GWc), et au 5e rang mondial pour leur puissance cumulée, le leader allemand culminant à 38,2 GWc.
Au 4 avril 2016, la puissance installée des grandes centrales photovoltaïques américaines atteignait 15 119 MWc, dont 8 629 MWc en Californie, celle des centrales en construction 3 205 MWc (dont 1 672 MWc en Californie et 487 MWc au Nevada) et celle des projets en développement 51 467 MWc (dont 32 611 MWc en Californie, 6 867 MWc en Caroline du Nord, 3 911 MWc au Nevada et 3 585 MWc en Arizona). Les plus grands projets en développement sont celui de Sterling (1 200 MWc) à Lake Havasu City, Kern Solar Ranch (1 200 MWc) à Torrance et celui de McCoy Solar Energy (750 MWc) dans le comté de Riverside, tous trois en Californie. On note également un projet de 400 MWc et un de 300 MWc au Texas, un de 400 MWc en Floride, un de 350 MWc au Nevada, un de 300 MWc dans l'Utah, etc.
Une carte interactive permettant de situer ces centrales est disponible sur le site du SEIA.

### Facteur de charge et irrégularité de la production

Production solaire mensuelle des États-Unis en GWh, 2014-2017
source : EIA.

Production solaire mensuelle des États-Unis en GWh, 2008-2019.

Les graphiques ci-dessus montrent bien le caractère saisonnier prononcé de la production solaire.
Les taux d'utilisation moyens de la puissance installée (facteur de charge) sont élevés pour des installations solaires :
| Source          | 2010   | 2011   | 2012   | 2013   | 2014   | 2015   | 2016   | 2017   | 2018   | 2019   | 2020   | 2021   | 2022   | 2023   | 2024   |
| Photovoltaïque  | 20,2 % | 19,0 % | 20,4 % | 24,5 % | 25,6 % | 25,5 % | 25,0 % | 25,6 % | 25,1 % | 24,3 % | 24,2 % | 24,4 % | 24,4 % | 23,2 % | 23,4 % |
| Thermodynamique | 24,5 % | 23,9 % | 23,6 % | 17,4 % | 18,3 % | 21,7 % | 22,1 % | 21,8 % | 23,6 % | 21,2 % | 20,6 % | 20,5 % | 23,1 % | 22,1 % | 24,6 % |

quelques exemples :
- Agua Caliente[22] : 24,6  %[n 1] (PV, couches minces) ;
- Topaz Solar Farm[23] : 22,8  %[n 2] (PV, couches minces) ;
- California Valley Solar Ranch[24] : 25,1  %[n 3] (PV, silicium monocristallin) ;
- Alamosa Solar[25] : 33,3 %[n 4] (PV à concentration) ;
- Ivanpah[26] : 31,4 %[n 5] (CSP : centrale solaire thermodynamique à concentration avec tour centrale) ;
- Solar Energy Generating Station (SEGS)[27] : 21,1 %[n 6] (CSP : centrale solaire thermodynamique à concentration à miroirs cylindro-paraboliques).

Le facteur de charge moyen du parc photovoltaïque est particulièrement élevé en comparaison de ceux des pays européens : 13,0 % en Italie en 2018, 12,0 % en Allemagne en 2018, 15 % en France en 2018.
La société Tesla annonce la commercialisation à l'été 2015 de batteries qui permettront de stocker l'énergie produite par des panneaux solaires ou des éoliennes pour un coût très inférieur à celui des batteries classiques : 3 000 $ pour le modèle de 10 kWh destiné aux particuliers.
La production solaire au printemps en Californie atteint un tel niveau que les parcs solaires et éoliens ont dû couper ou réduire leur production pour un total de 94,8 GWh en avril 2018 ; ces excédents augmentent rapidement : 41,1 GWh en avril 2015, 45,8 GWh en avril 2016, 87,8 GWh en avril 2017 ; ces limitations pourraient expliquer en partie la baisse du nombre de projets solaires. Par ailleurs, l'afflux d'énergies intermittentes fait baisser les prix de gros du marché de l'électricité, réduisant la rentabilité des opérateurs qui sont ainsi dés-incités à investir dans de nouvelles centrales. Investir dans le stockage ou dans les centrales solaires à concentration serait efficace, mais trop coûteux ; inciter les automobilistes à recharger leur voiture électrique en milieu de journée contribuerait à atténuer les excédents.

### Principales centrales photovoltaïques
- (en) Cet article est partiellement ou en totalité issu de l’article de Wikipédia en anglais intitulé « List of photovoltaic power stations » (voir la liste des auteurs).

| Nom                                 | Localisation                                    | État       | Date de mise en service | Superficie en m² | Puissance en MWc | Nombre de panneaux |
| Solar Star                          | Comté de San Luis Obispo                        | Californie | 2013-juin 2015          | 13 km2           | 579              | 1,7 million        |
| Topaz                               | Comté de Kern                                   | Californie | 2013-novembre 2014      | 9,7 km2          | 550              | 9 millions         |
| Desert Sunlight                     | Désert de Sonora                                | Californie | 2011-janvier 2015       | 16 km2           | 550              | 9 millions         |
| Roseland Solar Project              |                                                 | Texas      | juin 2023               |                  | 500              |                    |
| Aktina Solar                        |                                                 | Texas      | décembre 2023           |                  | 500              |                    |
| Copper Mountain                     | Boulder City                                    | Nevada     | 2010-janvier 2015       | 7,5 km2          | 458              |                    |
| Neptune Energy Center Hybrid        |                                                 | Colorado   | juin 2023               |                  | 325              |                    |
| IP Radian                           |                                                 | Texas      | mai 2023                |                  | 320              |                    |
| Five Wells Solar Center - Hybrid    |                                                 | Texas      | décembre 2023           |                  | 320              |                    |
| Eagle Shadow Mountain Solar Farm    |                                                 | Nevada     | mai 2023                |                  | 300              |                    |
| Daggett 3                           |                                                 | Californie | juillet 2023            |                  | 300              |                    |
| Agua Caliente                       | Comté de Yuma                                   | Arizona    | 2011-2014               | 9,7 km2          | 290              | 5,2 millions       |
| Noble                               |                                                 | Texas      | septembre 2022          |                  | 275              |                    |
| Yellowbud Solar                     |                                                 | Ohio       | juin 2023               |                  | 274              |                    |
| Dunn's Bridge 1                     |                                                 | Indiana    | juin 2023               |                  | 265              |                    |
| Sonoran Solar Energy                |                                                 | Arizona    | décembre 2023           |                  | 260              |                    |
| Texas Solar Nova 1                  |                                                 | Texas      | décembre 2023           |                  | 252              |                    |
| Silver State South Solar            | Primm                                           | Nevada     | 2014-16                 | 13 km2           | 250              |                    |
| California Valley Solar Ranch       | Carrizo Plain, Comté de San Luis Obispo         | Californie | 2012-13                 | 8 km2            | 250              |                    |
| Moapa Southern Paiute Solar Project | réserve indienne de Moapa River, comté de Clark | Nevada     | 2014-16                 | 8 km2            | 250              |                    |
| Mount Signal                        | Calexico, Imperial Valley                       | Californie | mai 2014                | 8 km2            | 266              | 3 millions         |
| Samson                              |                                                 | Texas      | mai 2022                |                  | 250              |                    |
| Athos                               |                                                 | Californie | juin 2022               |                  | 250              |                    |
| Samson Solar Energy III             |                                                 | Texas      | novembre 2022           |                  | 250              |                    |
| Pisgah Ridge                        |                                                 | Texas      | décembre 2022           |                  | 250              |                    |
| Sun Valley                          |                                                 | Texas      | décembre 2022           |                  | 250              |                    |
| Oberon Solar Project                |                                                 | Californie | septembre 2023          |                  | 250              |                    |
| Oberon II Solar Project             |                                                 | Californie | octobre 2023            |                  | 250              |                    |
| Solar Blue                          |                                                 | Californie | décembre 2023           |                  | 250              |                    |
| Thunder Wolf Energy Center Hybrid   |                                                 | Colorado   | juin 2023               |                  | 248              |                    |
| Antelope Valley Solar Ranch 1,      | Désert des Mojaves                              | Californie | avril 2014              |                  | 242              | 3,8 millions       |
| Fort Bend Solar                     |                                                 | Texas      | octobre 2023            |                  | 240              |                    |
| Eiffel Solar Project                |                                                 | Texas      | novembre 2023           |                  | 240              |                    |
| Bernard Creek Solar                 |                                                 | Texas      | décembre 2023           |                  | 230              |                    |
| Fighting Jays                       |                                                 | Texas      | juin 2022               |                  | 227              |                    |
| Blythe Mesa                         |                                                 | Texas      | décembre 2022           |                  | 224              |                    |
| Blue Jay Solar                      |                                                 | Texas      | juillet 2023            |                  | 210              |                    |
| Taygete II Energy Project           |                                                 | Texas      | juillet 2023            |                  | 204              |                    |
| Imperial Valley                     | Imperial Valley                                 | Californie | août 2013               |                  | 200              |                    |
| Dodge Flat                          |                                                 | Nevada     | mars 2022               |                  | 200              |                    |
| Elora                               |                                                 | Tennessee  | mars 2022               |                  | 200              |                    |
| Shakes                              |                                                 | Texas      | juin 2022               |                  | 200              |                    |
| Brazoria County                     |                                                 | Texas      | juillet 2022            |                  | 200              |                    |
| Brazoria West                       |                                                 | Texas      | septembre 2022          |                  | 200              |                    |
| Sun Mountain 1                      |                                                 | Colorado   | décembre 2022           |                  | 200              |                    |
| Indiana Crossroads                  |                                                 | Indiana    | juin 2023               |                  | 200              |                    |
| McFarland A Solar and Storage       |                                                 | Arizona    | décembre 2023           |                  | 200              |                    |
| Oak Ridge Solar                     |                                                 | Louisiane  | décembre 2023           |                  | 200              |                    |
| Arrow Canyon Solar Hybrid           |                                                 | Nevada     | décembre 2023           |                  | 200              |                    |
| Horizon Solar                       |                                                 | Texas      | décembre 2023           |                  | 200              |                    |
| Big Plain Solar                     |                                                 | Ohio       | septembre 2023          |                  | 196              |                    |
| Skipjack                            |                                                 | Virginie   | mai 2022                |                  | 175              |                    |
| Centinela                           | El Centro, Comté d'Imperial                     | Californie | 2013                    | 8,36 km2         | 170              |                    |
| SR DeSoto I                         |                                                 | Texas      | décembre 2022           |                  | 165              |                    |
| Edwards Sanborn E1B                 |                                                 | Texas      | novembre 2022           |                  | 154              |                    |
| Mesquite                            | Arlington, Comté de Maricopa                    | Arizona    | 2011-13                 | 3,6 km2          | 150              | 800 000            |
| Fort Powhatan                       |                                                 | Virginie   | janvier 2022            |                  | 150              |                    |
| Lund Hill                           |                                                 | Washington | octobre 2022            |                  | 150              |                    |
| Wood County                         |                                                 | Wisconsin  | décembre 2022           |                  | 150              |                    |
| Big River                           |                                                 | Illinois   | août 2022               |                  | 149              |                    |
| Edwards Sanborn                     |                                                 | Californie | août 2022               |                  | 149              |                    |
| Edwards Sanborn E4                  |                                                 | Californie | décembre 2022           |                  | 149              |                    |
| Catalina                            | Désert des Mojaves                              | Californie | août 2013               | 3,6 km2          | 143              | 1,1 million        |
| Arlington Energy Center III         |                                                 | Californie | août 2022               |                  | 131              |                    |
| BigBeau                             |                                                 | Californie | février 2022            |                  | 128              |                    |
| Arlington Energy Center II          |                                                 | Californie | mars 2022               |                  | 100              |                    |
| Fish Springs                        |                                                 | Nevada     | mars 2022               |                  | 100              |                    |
| Central Line                        |                                                 | Arizona    | avril 2022              |                  | 100              |                    |
| DeSoto Next Generation              | Comté de DeSoto                                 | Floride    | 2009                    | +0700 000,       | 25               | +090 000,          |
| Alamosa                             | San Luis Valley                                 | Colorado   | 2007                    | +0340 000,       | 8,22             | ?                  |
| Nellis                              | Nellis Air Force Base                           | Nevada     | 2007                    | +0570 000,       | 14               | +070 000,          |

Le 27 octobre 2009, le président Barack Obama a inauguré la plus grande (à l'époque) centrale solaire des États-Unis à Miami : DeSoto Next Generation Solar Energy Center. Équipée de plus de 9 000 panneaux, elle a une puissance crête de 25 MWc et produit 42 GWh d'électricité par année.

Nellis Solar Power Plant
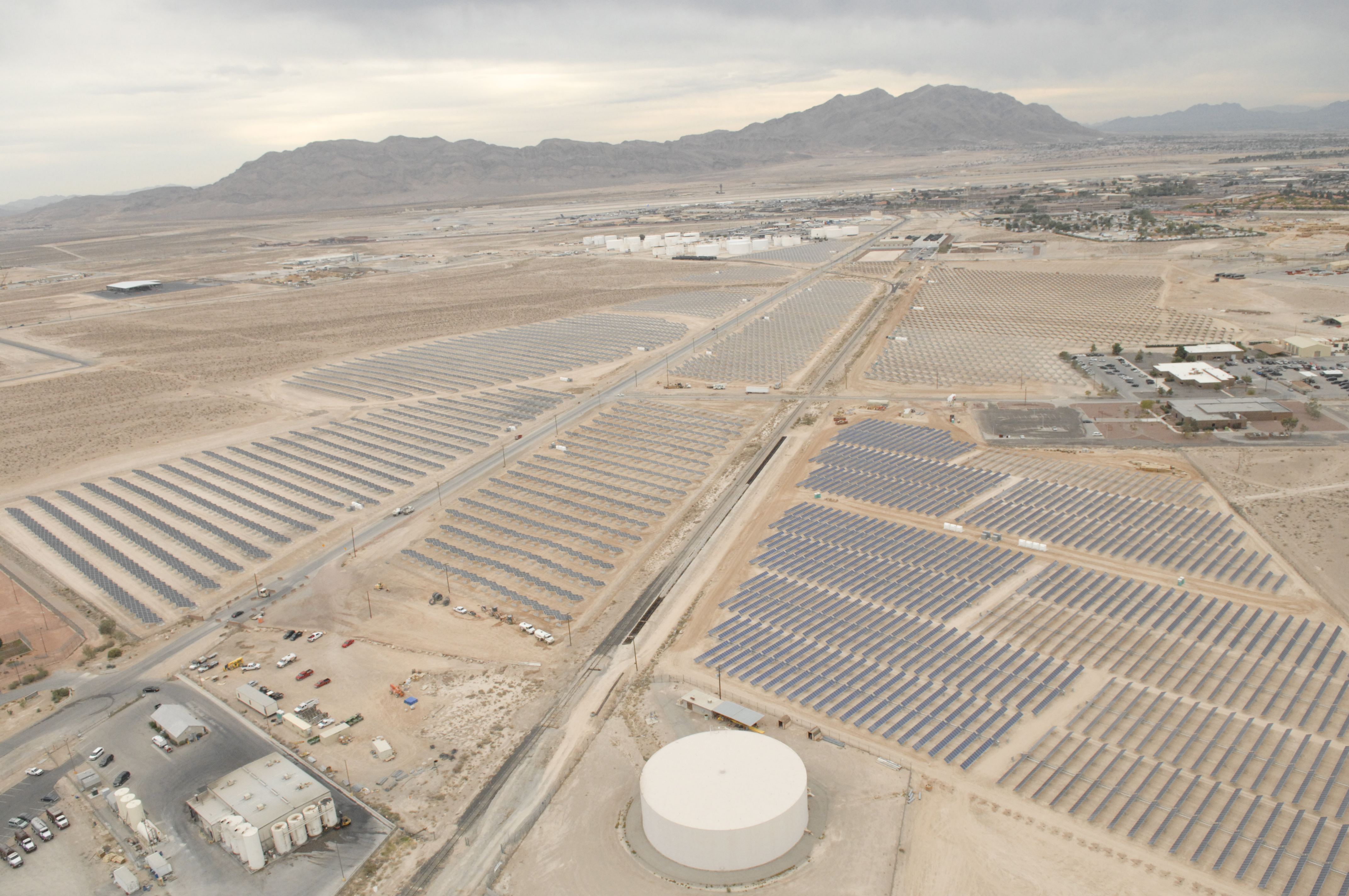
Nellis Solar Power Plant, située à l'intérieur de Nellis Air Force Base.
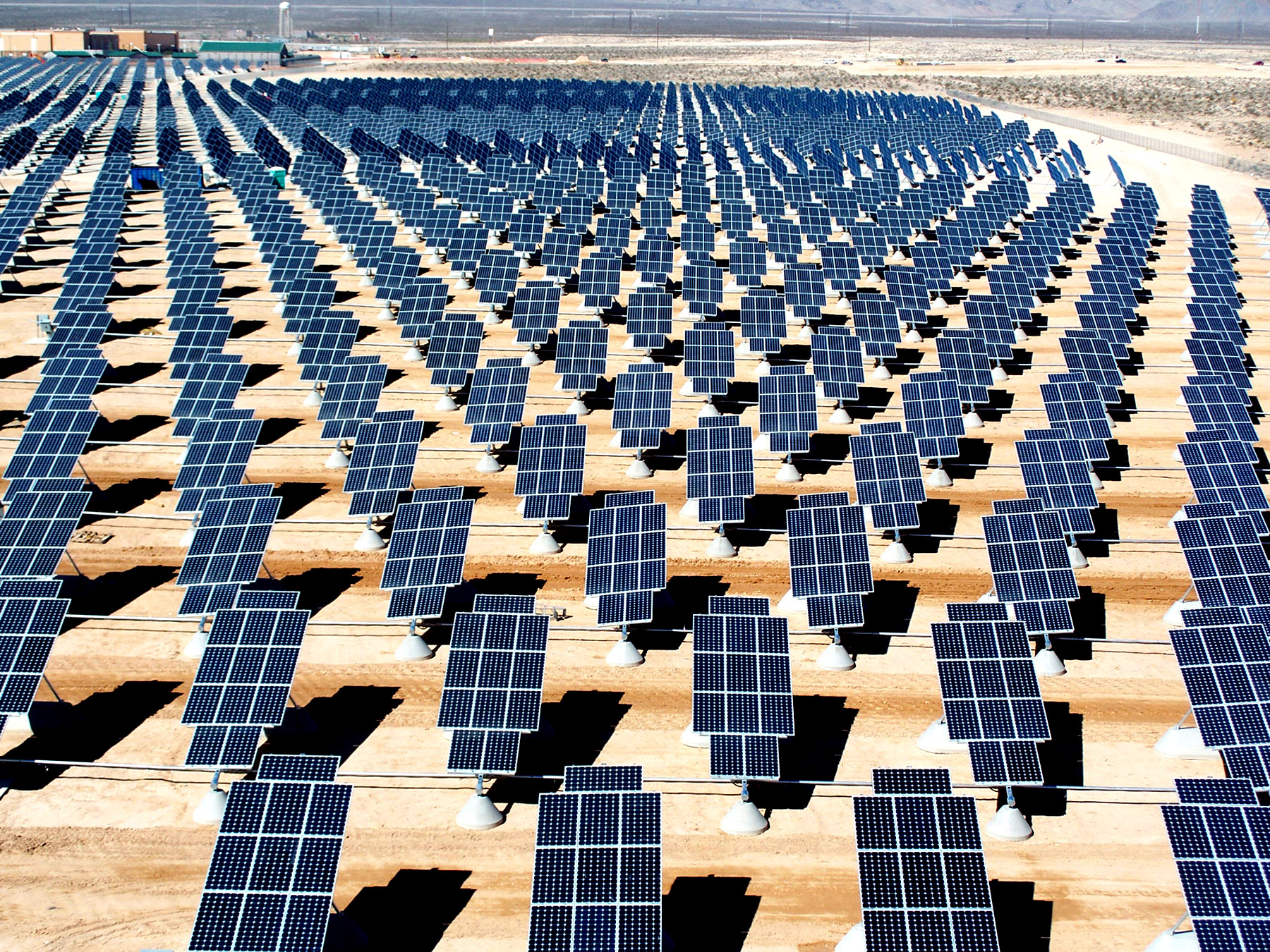
À la base d'aviation de Nellis, Nevada, 70 000 panneaux solaires ont une puissance crête de 15 MWc pour la base.
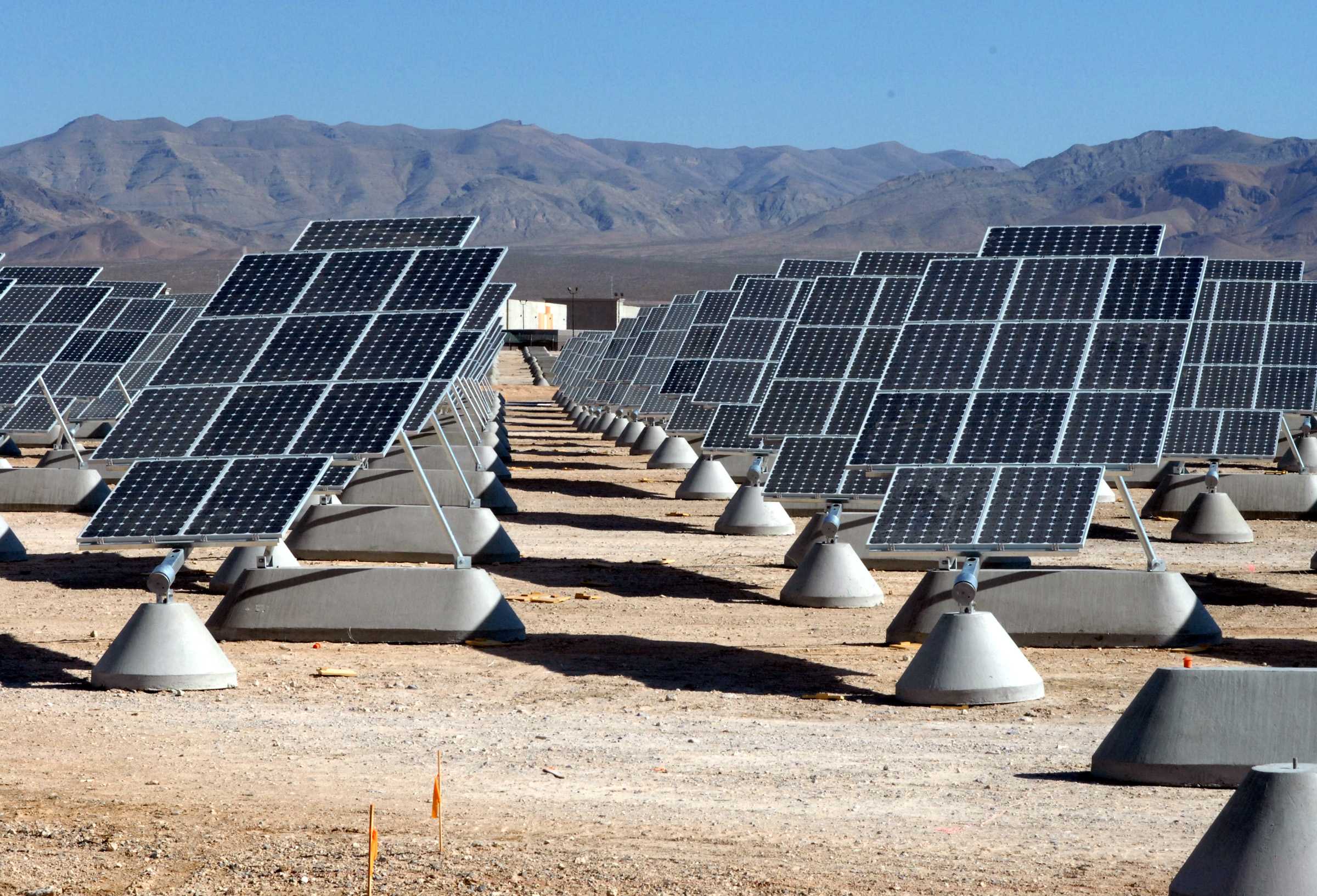
Nellis Solar Power Plant en 2007

La centrale solaire Nellis Solar Power Plant se trouve sur la base aérienne Nellis dans l'État du Nevada : 70 000 panneaux solaires photovoltaïques sur 140 acres (0,57 km2), ayant une puissance crête de 14 MWc.
Fin octobre 2010, le gouvernement américain a autorisé la construction de la plus grande installation solaire du monde : la centrale solaire de Blythe, en Californie près de Blythe. Composée de quatre centrales solaires de 250 MWc chacune, elle devait atteindre une puissance crête de 1 000 MWc. Le projet de la firme Solar Millennium LLC devait couvrir 2 842 hectares. Mais la société Solar Trust of America (filiale de Solar Millennium AG) ayant fait faillite, la société NextEra Energy a racheté le projet en décembre 2011, et l'a modifié dans le nouveau dossier de demande d'autorisation déposé auprès de la California Energy Commission en avril 2013 : au lieu de la centrale solaire thermique à concentration de 1 000 MWc prévue au départ, elle construira une centrale photovoltaïque de 485 MWc ; l'autorisation officielle a été décernée en janvier 2014, et la construction va durer quatre ans.
La centrale Agua Caliente Solar était à la fin 2012 la plus grande centrale photovoltaïque du monde avec 247 MWc ; à la fin de sa construction, en avril 2014, sa puissance atteignait 290 MWc ; First Solar l'a équipée de ses modules à couches minces. Sa production est vendue à Pacific Gas and Electric Company dans le cadre d'un contrat de 25 ans,. Elle a produit au total 7 606 GWh d'avril 2012 à décembre 2022, soit en moyenne 707,5 GWh/an sur 10,75 ans ; le facteur de charge moyen est donc de 27,85 %.
La centrale Topaz Solar Farm, dans le comté de San Luis Obispo en Californie, dont First Solar, également constructeur de Agua Caliente Solar, a commencé la construction en novembre 2011, atteindra 550 MWc à son achèvement. La centrale a produit 401 GWh en 2013 ; elle est construite par First Solar, qui fabrique les panneaux, les installe et exploite la centrale pour le compte de MidAmerican Renewables, du groupe Berkshire Hathaway ; l'électricité produite (1 096 GWh/an au stade final) est vendue à Pacific Gas and Electric Company dans le cadre d'un contrat de 25 ans. La centrale a été achevée en novembre 2014 et a une puissance crête de 1 053 MWc.
Un projet très semblable, Solar Star, également financé par MidAmerican Renewables, mais avec des modules de Sunpower, est en construction depuis le début de 2013 à la limite des comtés de Kern et de Los Angeles ; il atteindra 579 MWc à son achèvement en 2015, et vendra sa production à Southern California Edison.
La centrale Desert Sunlight Solar Farm, en construction depuis septembre 2011 dans le Désert de Sonora (comté de Riverside, Californie) sur 16 km2, sera composée de 8,8 millions de modules photovoltaïques à couches minces au tellurure de cadmium de First Solar, qui développe le projet et le co-finance avec NextEra Energy Resources, GE Energy Financial Services et Sumitomo Corporation of America ; la construction sera réalisée en deux phases de 300 MWc et 250 MWc ; la production sera vendue à Southern California Edison et Pacific Gas and Electric Company. La centrale a été terminée en janvier 2015.
California Valley Solar Ranch, construit de 2011 à octobre 2013 par NRG Energy avec des modules solaires de Sunpower, inclut 88 000 trackers qui suivent la course du soleil ; le facteur de charge est de 25 % ; la centrale a produit 399 GWh en 2013 ; l'électricité produite est vendue à Pacific Gas and Electric Company.
Copper Mountain Solar Facility est une centrale photovoltaïque de 150 MWc à Boulder City, Nevada. Lorsque la 1re tranche de la centrale entra en service en décembre 2010, c'était la plus grande centrale photovoltaïque des États-Unis avec 58 MWc. La 2e tranche, Copper Mountain Solar 2, lancée en décembre 2011, aura une puissance de 150 MWc à son achèvement en 2015 ; sa première phase, d'une puissance de 92 MWc, a été achevée fin 2012. La 3e tranche, Copper Mountain Solar 3, construite sur 1400 acres, aura une puissance de 250 MWc à son achèvement mi-2015.
Mount Signal Solar, terminé en mai 2014, a été construit pour 365 millions de dollars par l'espagnol Abengoa pour Silver Ridge Power ; la centrale de 801 hectares est composée de trois millions de modules photovoltaïques orientables sur un axe nord-sud pour suivre la course du soleil.
Imperial Valley Solar était au départ un projet de centrale solaire thermodynamique à moteur Stirling de 709 MWc nommé « SES Solar Two », autorisé par la California Energy Commission en 2010 ; depuis lors, AES Solar a changé son choix technologique, la centrale a été construite en technique photovoltaïque et a commencé à produire en novembre 2013 ; sa production est vendue à San Diego Gas & Electric.
Mesquite Solar project est un projet de centrale photovoltaïque de 700 MWc dont la phase 1 (150 MWc) a été terminée en janvier 2013, avec 800 000 modules PV de Suntech Power ; son propriétaire, Sempra Energy, a signé un contrat de vente de la production de la centrale (413,6 GWh en 2013) sur vingt ans avec Pacific Gas and Electric Company.
Le Projet solaire Catalina a été réalisé par enXco, filiale américaine d'EDF Énergies Nouvelles ; ses modules solaires photovoltaïques fixes sont de technologie à « couches minces » , dont 82 MWc du type CIGS (cuivre, indium, gallium, sélénium), fabriqués par la société japonaise Solar Frontier (en) et 61 MWc à base de tellurure de cadmium (CdTe), fournis par la société américaine First Solar ; l'électricité produite est vendue à la compagnie San Diego Gas & Electric (contrat de 25 ans).
Le projet Silver State South Solar (250 MWc) a été lancé le 3 septembre 2014 par NextEra Energy Resources et First Solar à Primm (Nevada), sur la frontière Californie/Nevada, à 40 miles au sud de Las Vegas. Sa production sera livrée à Southern California Edison.

### Acteurs du marché photovoltaïque
Dans le classement mondial 2017 des dix plus grands producteurs de modules photovoltaïques, les premiers sont sept chinois et un coréen, les deux derniers sont américains : First Solar et Sunpower, avec des capacités de production de 2 200 MWc et 1 900 MWc contre 8 000 MWc pour chacun des trois premiers.
En 2015, les principaux fabricants mondiaux ont fortement augmenté leur capacité de production ; les américains First Solar et Sunpower ont augmenté la leur de 40 % chacun. Par ailleurs, les grands fabricants se tournent de plus en plus vers l’aval pour dégager de la valeur. Ils deviennent constructeurs de fermes, voire exploitants. Ainsi SunPower et First Solar se sont alliés pour la création et l’exploitation d’une yieldco (société de rendement, créée pour exploiter un actif qui produit des flux de trésorerie prédictibles grâce à des contrats à long terme).
En 2013, First Solar a réussi à renouer avec les bénéfices après la crise causée par la chute brutale des prix chinois ; il a augmenté le rendement moyen de ses cellules de 12,9 % au quatrième trimestre 2012 à 13,4 % au quatrième trimestre 2013 et abaissé ses coûts de production de 0,64 $/Wc à 0,53 $/Wc sur la même période.
Sunpower a réussi également à sortir du rouge en 2013 et à stabiliser son chiffre d'affaires, après une chute de près de 25 % en deux ans, grâce à la réduction de ses coûts et à son positionnement haut de gamme : il est spécialisé dans les modules monocristallins de très hauts rendements (24 %) et à performance garantie sur la durée (25 à 30 ans).
Parmi les développeurs-investisseurs les plus actifs, en dehors de First Solar et Sunpower, se trouvent :
- Berkshire Hathaway Energy (nouveau nom de MidAmerican Energy Holdings Company depuis 2014), holding regroupant les nombreuses entreprises de l'énergie acquises par le conglomérat Berkshire Hathaway du célèbre milliardaire Warren Buffett : Topaz Solar Farms, Solar Star ;
- NRG Energy, groupe électrique national possédant au 30 juin 2014 une centaine de centrales dont huit centrales solaires : Agua Caliente, California Valley Solar Ranch, Ivanpah, etc.[66] ;
- NextEra Energy Resources, autre grand producteur d'électricité : près de 50 % de SEGS, 50 % de Desert Sunlight Solar Farm, Genesis Solar Energy Center ;
- EDF Energies Nouvelles : Catalina Solar, Desert Harvest Solar Project, Cottonwood Solar, CID Solar.

Depuis 2010, la société américaine Google a lourdement investit (plus d’1 milliard de dollars) dans les énergies renouvelables, dont le solaire.

### Concurrence internationale
En 2016, les importations de modules solaires aux États-Unis ont atteint 13 GWc contre 2 GWc en 2010 ; les deux tiers provenaient de Malaisie, Chine et Corée du Sud. Les installations étant estimées à environ 14 GWc, l'importation en représentait la très grande majorité. En janvier 2018, le gouvernement a imposé des droits de douane sur les cellules et modules solaires pour quatre ans, au taux de 30 % la première année, puis déclinant de 5 % par an.
Le développement rapide de la filière photovoltaïque a favorisé la baisse des coûts. Selon GTM Research, les coûts de production des modules premium des marques chinoises renommées ont diminué de plus de 50 % entre 2009 et 2012, passant de 1 €/Wc à 0,46 €/Wc ; cette baisse devrait se ralentir, mais continuer jusqu'à 0,33 €/Wc en 2015, grâce à de nouvelles innovations techniques.
Une guerre commerciale s'est développée entre les États-Unis et l'Europe d'une part, la Chine de l'autre, sur des accusations de soutiens étatiques aux fabricants de panneaux solaires photovoltaïques ; les aides et subventions étant massives dans tous les pays, il est difficile de dire si l'un ou l'autre exagère… Les États-Unis ont institué en octobre 2012 des droits de douane dissuasifs sur les panneaux chinois.
Cependant, la Chine importe de grandes quantités de silicium d'Europe et des États-Unis ; la Chine a annoncé en octobre 2012 l'ouverture d'une enquête antidumping sur les importations de silicium polycristallin en provenance de l'Union européenne, après avoir fait de même en juillet pour celles des États-Unis.

## Énergie solaire thermodynamique
- (en) Cet article est partiellement ou en totalité issu de l’article de Wikipédia en anglais intitulé « List of solar thermal power stations » (voir la liste des auteurs).

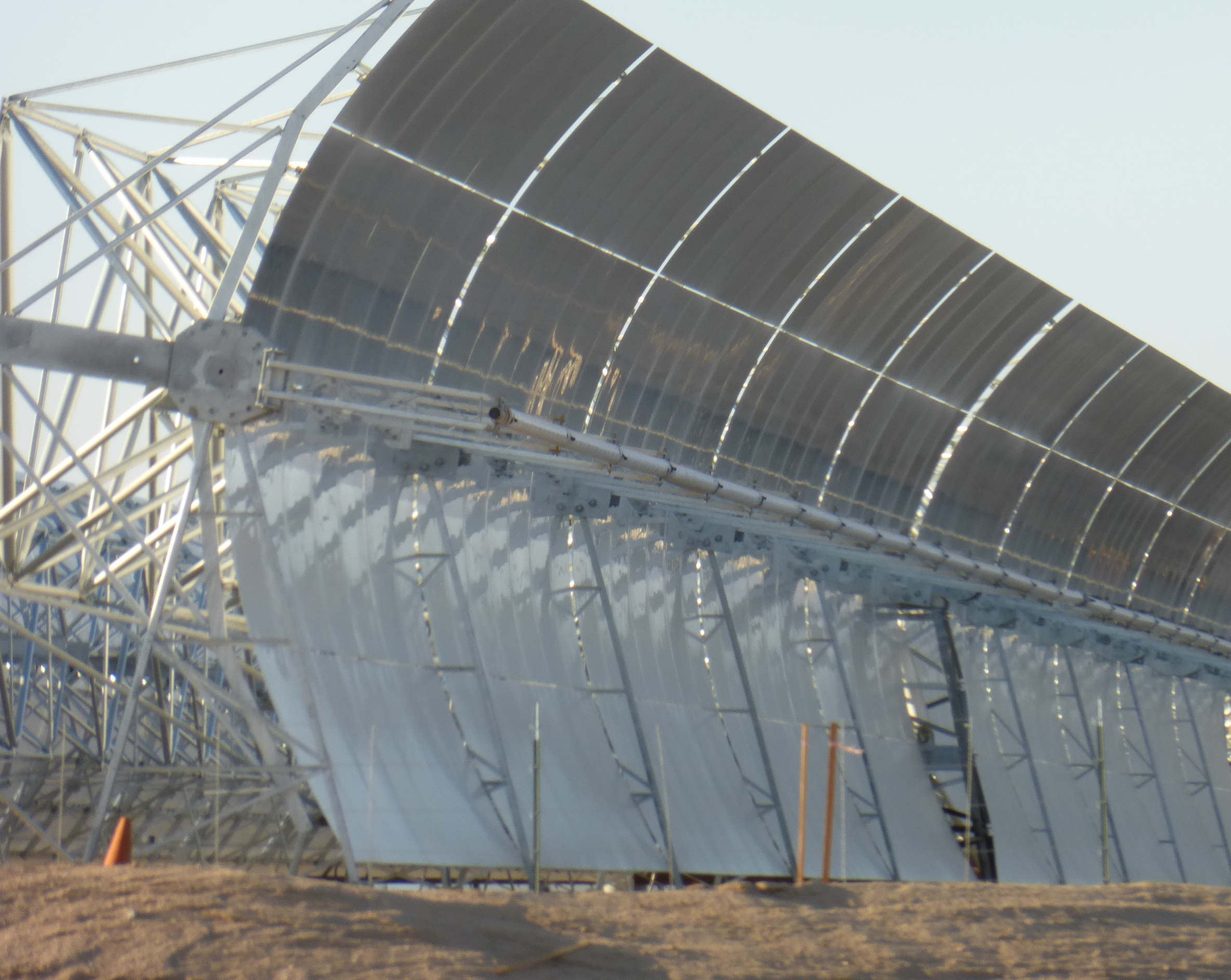
Miroirs cylindro-paraboliques de la centrale solaire de Mojave à Lockhart près de Harper Lake en Californie.

Les États-Unis sont pionniers dans la technologie CSP (solaire thermodynamique à concentration) depuis 1985, date de la construction de la première centrale solaire thermique ; la filière était considérée jusqu'en 2014 promise à une croissance très rapide.

### Production d'électricité
En 2024, la production nette d'électricité à partir du solaire thermodynamique s'est élevée à 3 121 GWh, en hausse de 9,6 % par rapport à 2023 (2 847 GWh), mais en recul de 13,1 % par rapport au record de 2018 (3 592 GWh) ; elle représentait 0,3 % de la production d'électricité renouvelable et 0,07 % de la production d'électricité totale aux États-Unis. La production des centrales solaires thermodynamiques de Californie s'élève en 2024 à 2 045 GWh, en hausse de 7,6 % par rapport à 2023 ; la part de la Californie dans la production nationale est de 65,5 % ; au deuxième rang vient l'Arizona : 828 GWh (26,5 %), suivie du Nevada : 245 GWh (7,9 %) et de l'Utah (nd) ; la Floride a cessé de produire.
Selon l'Agence internationale de l'énergie, la production brute du solaire thermodynamique atteignait 3 258 GWh en 2022 et 3 096 GWh en 2023, soit 0,07 % de la production d'électricité du pays ; elle se plaçait au 2e rang mondial derrière l'Espagne (5 165 GWh) ; sa part dans le total mondial était de 23,9 % en 2022, contre 33,3 % pour l'Espagne.
| Année | EIA   | AIE   |
| ----- | ----- | ----- |
| 2006  | 493   | 550   |
| 2007  | 596   | 673   |
| 2088  | 788   | 878   |
| 2009  | 735   | 816   |
| 2010  | 789   | 879   |
| 2011  | 806   | 893   |
| 2012  | 876   | 959   |
| 2013  | 915   | 1 014 |
| 2014  | 2 441 | 2 688 |
| 2015  | 3 227 | 3 544 |
| 2016  | 3 384 | 3 701 |
| 2017  | 3 269 | 3 586 |
| 2018  | 3 592 | 3 940 |
| 2019  | 3 218 | 3 534 |
| 2020  | 3 133 | 3 426 |
| 2021  | 2 924 | 3 170 |
| 2022  | 2 999 | 3 258 |
| 2023  | 2 850 | 3 096 |
| 2024  | 3 121 |       |

L'EIA donne les productions nettes et l'AIE les productions brutes. L"écart entre ces deux séries de données est constitué des consommations propres des centrales (pompes, éclairage, etc).

### Puissance installée
La puissance installée des centrales solaires thermodynamiques américaines s'élève en 2024 à 1 392 MW, en recul de 5,9 %, dont 918 MW en Californie (66 %), 295,6 MW en Arizona (21 %), 178,5 MW au Nevada (12,8 %) et 0,1 MW dans l'Utah.
Selon l'Energy Institute, les États-Unis représentent 21,5 % du total mondial en 2023, au 2e rang mondial, derrière l'Espagne (2 304 MWc, 33,5 %), devant les Émirats arabes unis (8,7 %), la Chine (8,3 %) et l'Afrique du sud (7,3 %).
L'année 2014 a été le meilleur millésime pour la filière hélio-thermodynamique, avec 767 MW raccordés au réseau. Le pays compte désormais un total de 1,7 GW de centrales à concentration installées. Les projets hélio-thermodynamiques ont représenté en 2014 un investissement de 4,4 milliards de dollars (4,14 milliards d’euros).
Au 4 avril 2016, la puissance installée des grandes centrales solaires thermodynamiques américaines en fonctionnement atteignait 1 771 MW, celle des centrales en construction 115 MW et celle des projets en développement 1 880 MW. Les principaux projets en développement sont celui de Sonoran West (540 MW) dans le comté de Riverside en Californie, celui de Hualapai Valley (340 MW) dans le comté de Mojave en Arizona et ceux de Coyote Springs 1 et 2 (200 MW chacun) au Nevada.
Une carte interactive permettant de situer ces centrales est disponible sur le site du SEIA.
Fin 2013, la puissance installée totale des centrales solaires thermodynamiques américaines atteignait 765 MWc, au deuxième rang mondial derrière l'Espagne (2 304 MWc).

### Principales centrales solaires thermodynamiques
| Nom                 | Localisation       | État       | Date de mise en service | Superficie en m² | Puissance en MW | Nombre de miroirs | Constructeur                    |
| Ivanpah             | Désert des Mojaves | Californie | février 2014            | 14,16 millions   | 392             | +300 000,         | BrightSource Energy/Bechtel     |
| SEGS                | Désert des Mojaves | Californie | 1984-1991               | 6,5 millions     | 354             | +936 384,         |                                 |
| Solana              | Gila Bend          | Arizona    | oct. 2013               | 7,7 millions     | 280             | +900 000,         | Abengoa Solar                   |
| Mojave              | Désert des Mojaves | Californie | déc.2014                | 7,08 millions    | 250             | NA                | Abengoa Solar                   |
| Genesis             | Désert du Colorado | Californie | avril-décembre 2014     | 18,8 millions    | 250             | 500 000           | NextEra Energy Resources        |
| Crescent Dunes (en) | Tonopah            | Nevada     | février 2014            | 6,47 millions    | 110             | 17 500            | SolarReserve                    |
| Martin              | Comté de Martin    | Floride    | 2010                    | 2 millions       | 75              | +180 000,         | Lauren Engineers & Constructors |
| Nevada Solar One    | Boulder City       | Nevada     | 1991                    | +1 618 000,      | 64              | +180 000,         | Acciona Solar Power Inc.        |
| Kimberlina          | Bakersfield        | Californie | 2008                    | 26000            | 5,5             | NA                |                                 |

Solar Energy Generating Systems
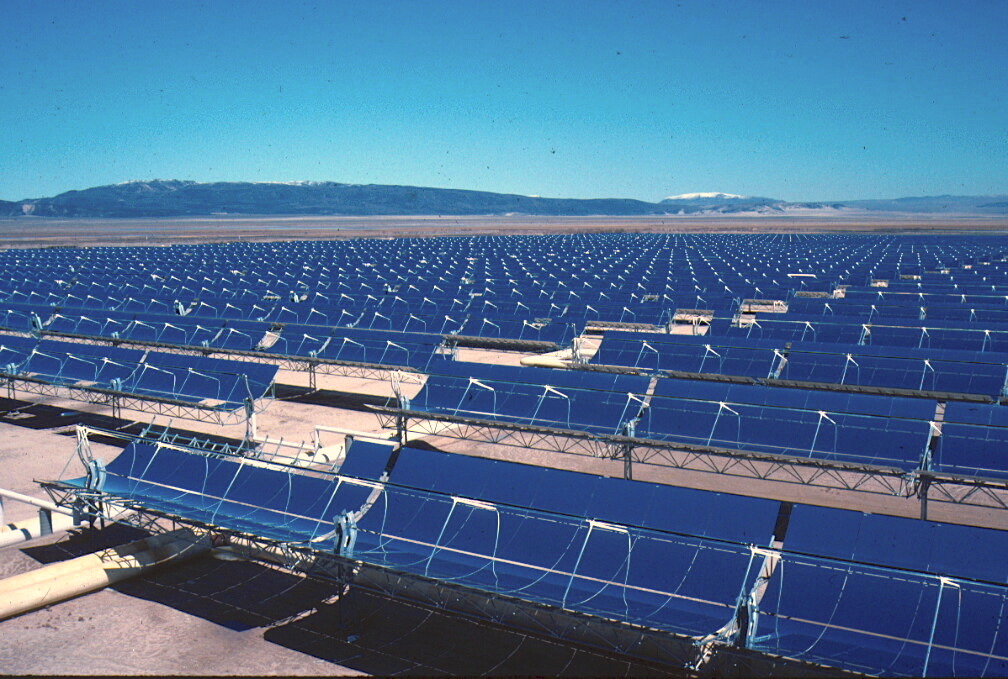
Solar Energy Generating Systems (SEGS) dans le désert de Mojave en Californie
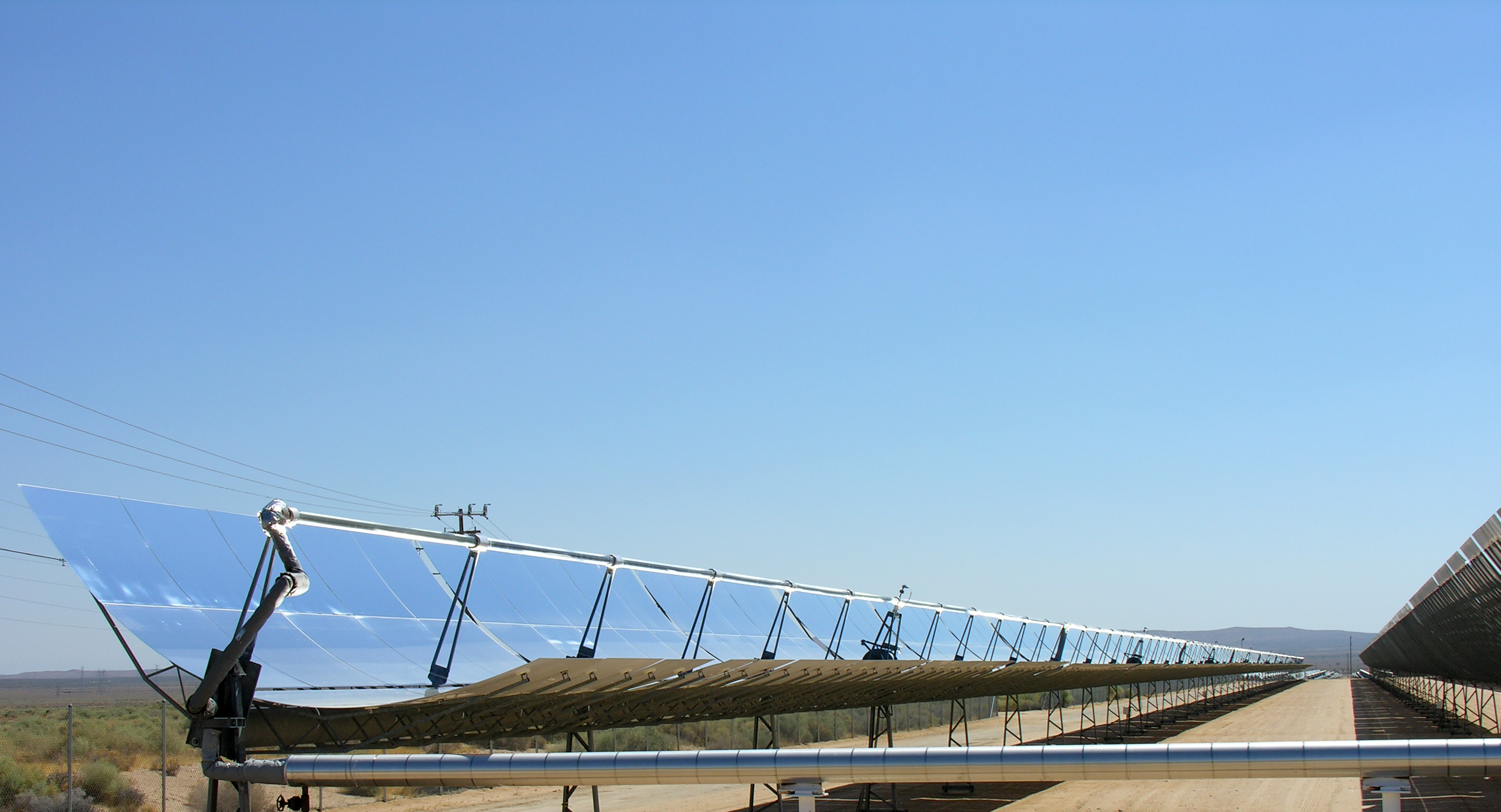
Miroirs paraboliques concentrant les rayons du soleil sur le tuyau où circule le fluide caloporteur, à Kramer Junction (SEGS)
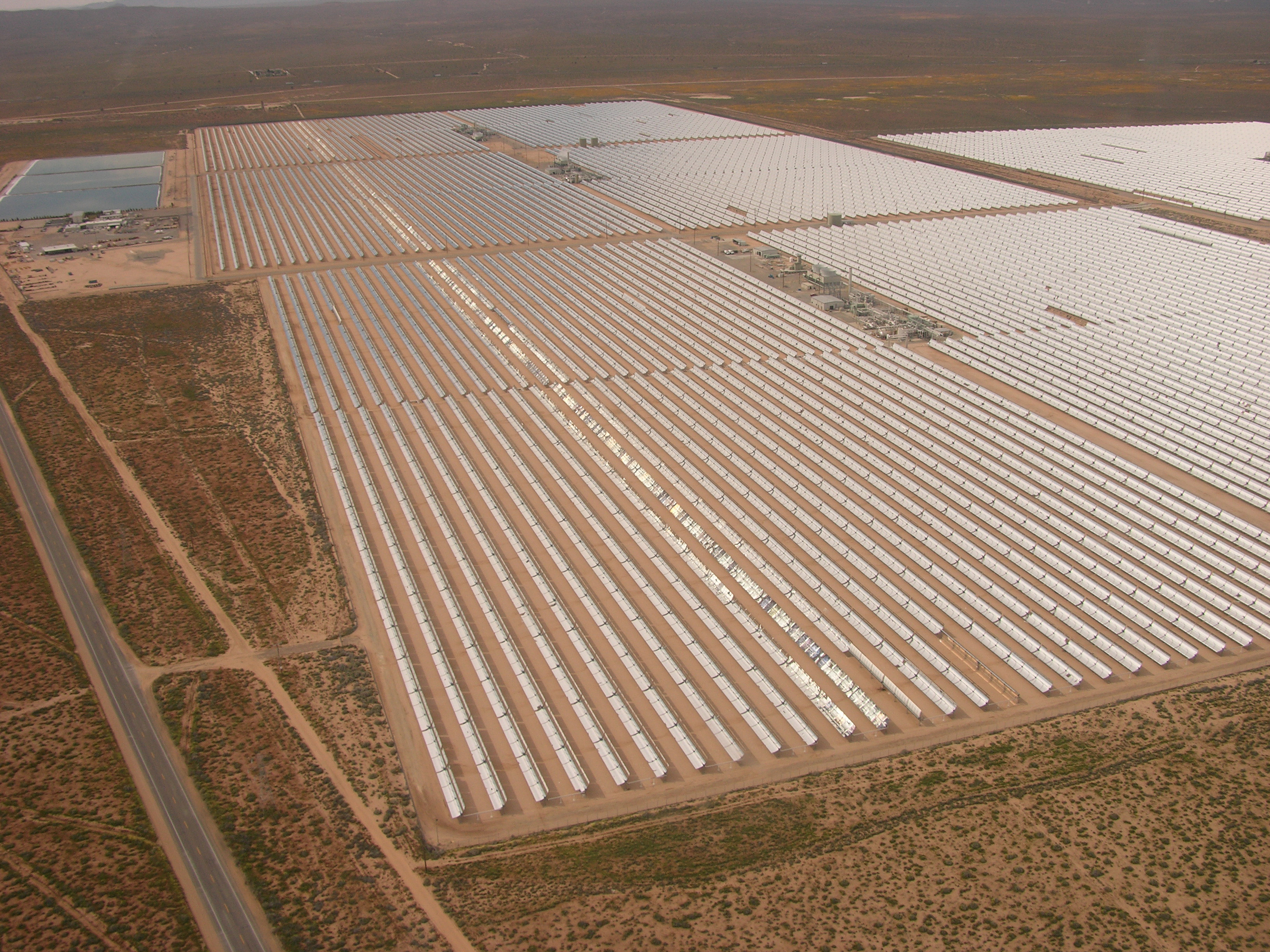
centrales n° III-VII de SEGS
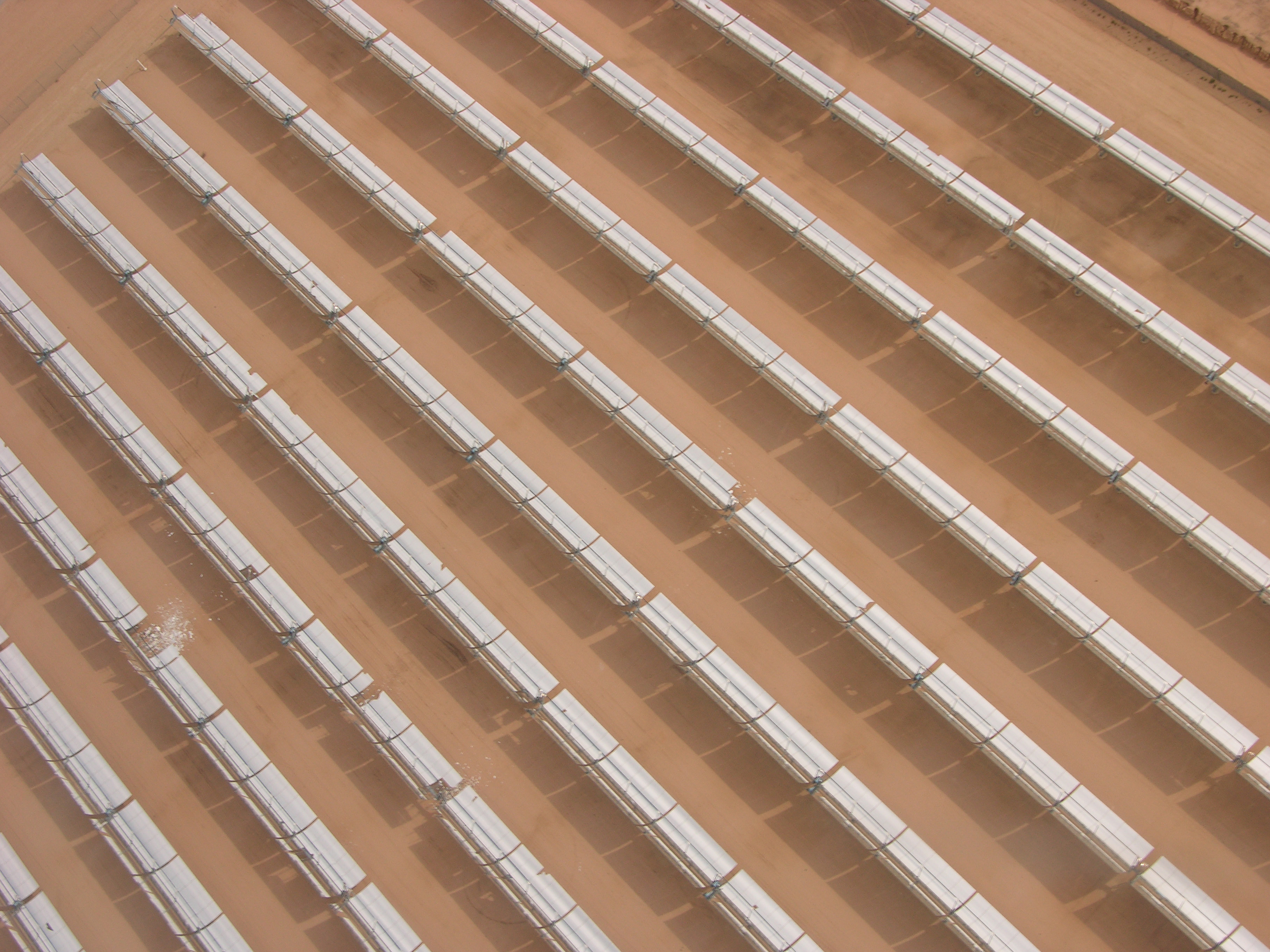
vue aérienne de SEGS

Solar Energy Generating Systems a été longtemps la plus grande installation de production d'électricité à partir d'énergie solaire au monde, avec une puissance de 354 MW. Elle se compose de neuf centrales solaires dans le désert de Mojave en Californie, où l'ensoleillement est l'un des meilleurs disponibles aux États-Unis ; sa production moyenne de 1998 à 2002 était de 655 GWh/an, son facteur de charge était donc de 21 %. Les turbines peuvent être utilisées en permanence, en brûlant du gaz lorsqu'il n'y a pas de soleil. Le coût de production a été estimé pour l'une des neuf centrales à 14 US cents par kWh.

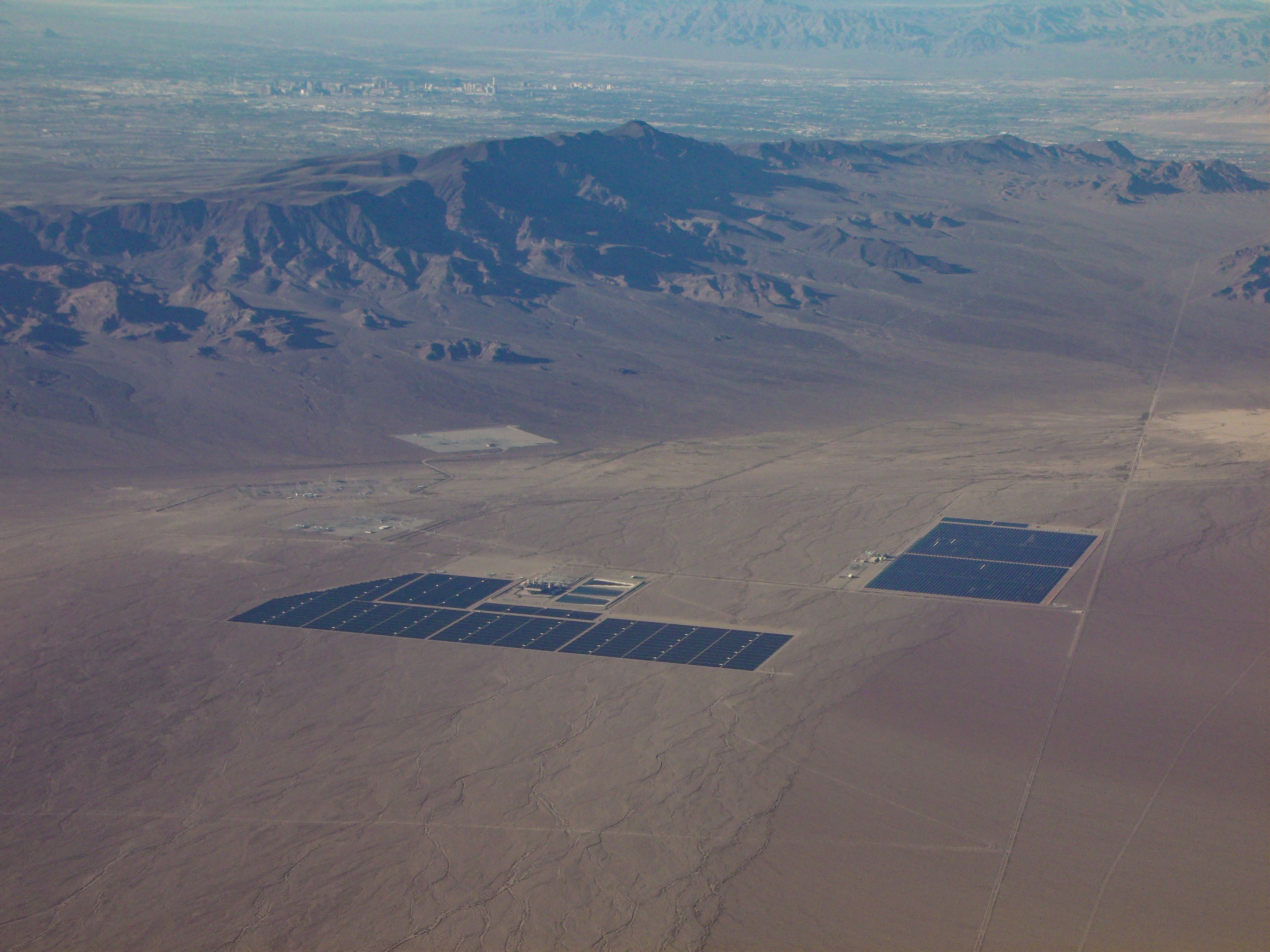
Nevada Solar One (à droite) et Copper Mountain Solar 1 (à gauche).

La Centrale solaire de Solana est conçue pour assurer six heures de stockage de chaleur afin de pouvoir continuer à fonctionner après la période d'ensoleillement.
Abengoa Solar est en train de construire la Centrale solaire de Mojave qui sera mise en service en 2014. Cette nouvelle centrale vendra son électricité à Pacific Gas and Electric Company, afin d'approvisionner la Californie, dont la législation prévoit, tout comme le Nevada, que 20 % de l'électricité soit produite par des énergies renouvelables à partir de 2010.

Centrale solaire d'Ivanpah
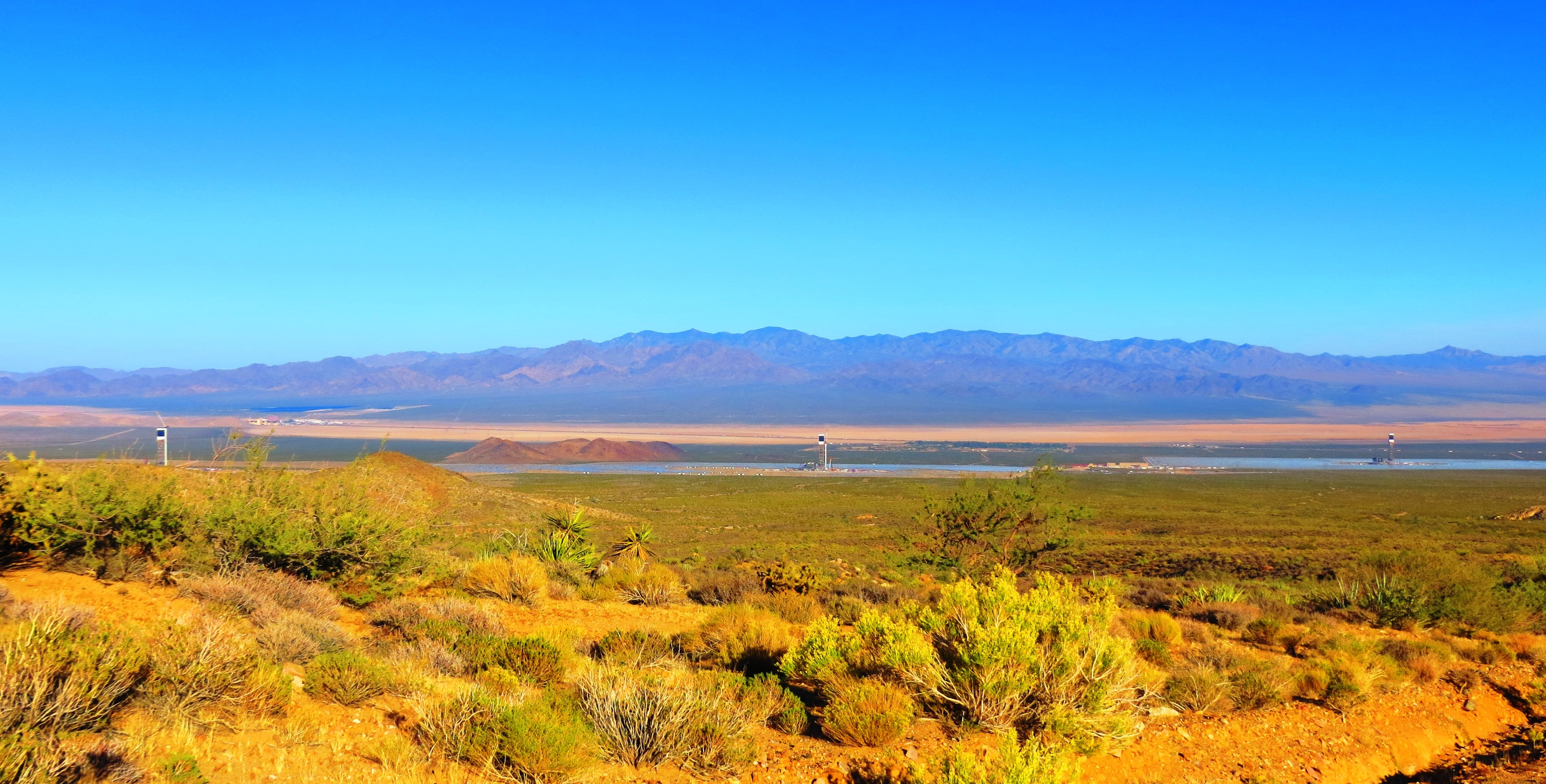
Vue générale de la centrale solaire d'Ivanpahdans le désert de Mojave.
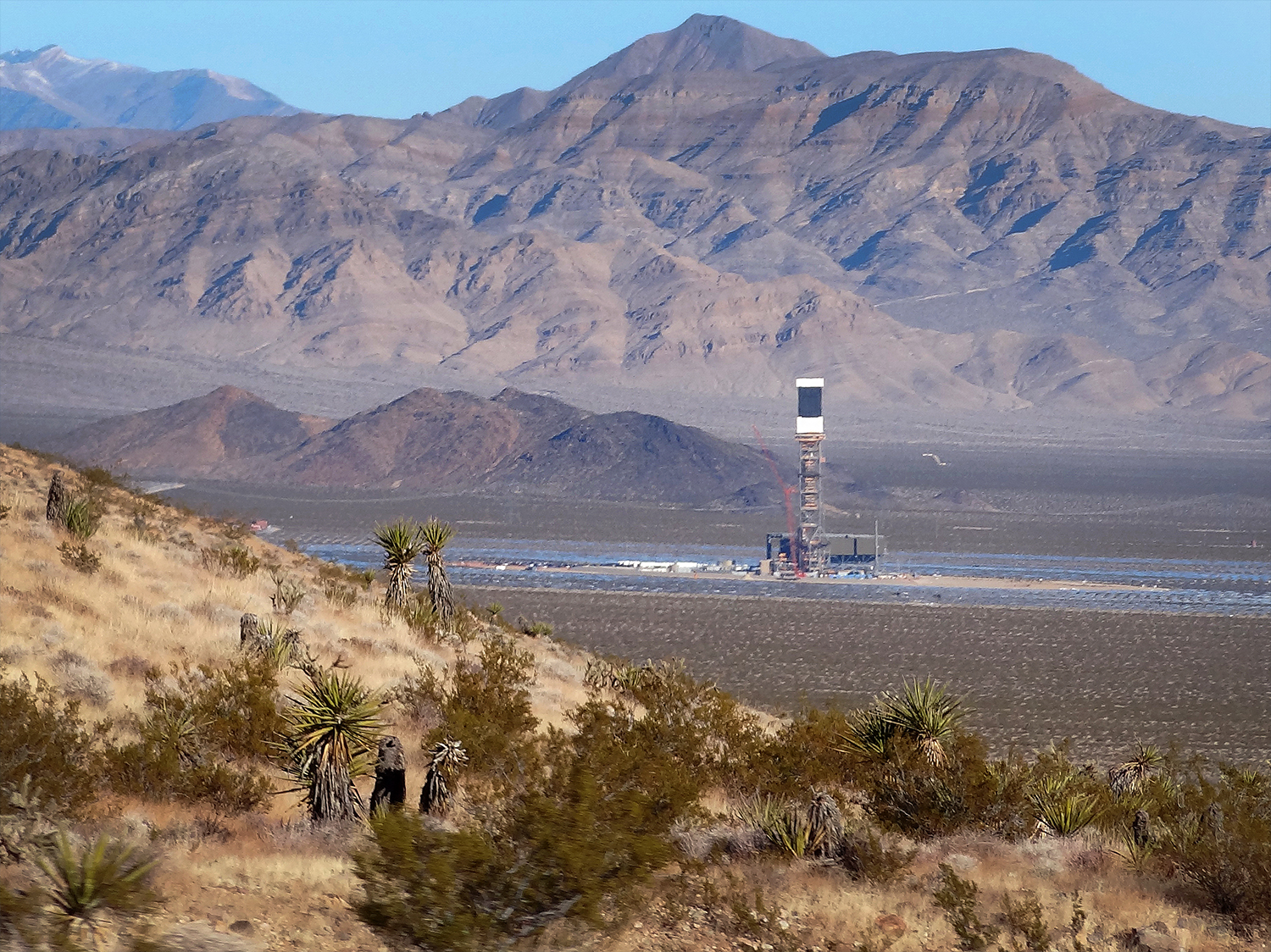
Vue vers le nord sur la tour-chaudière est d'Ivanpah.
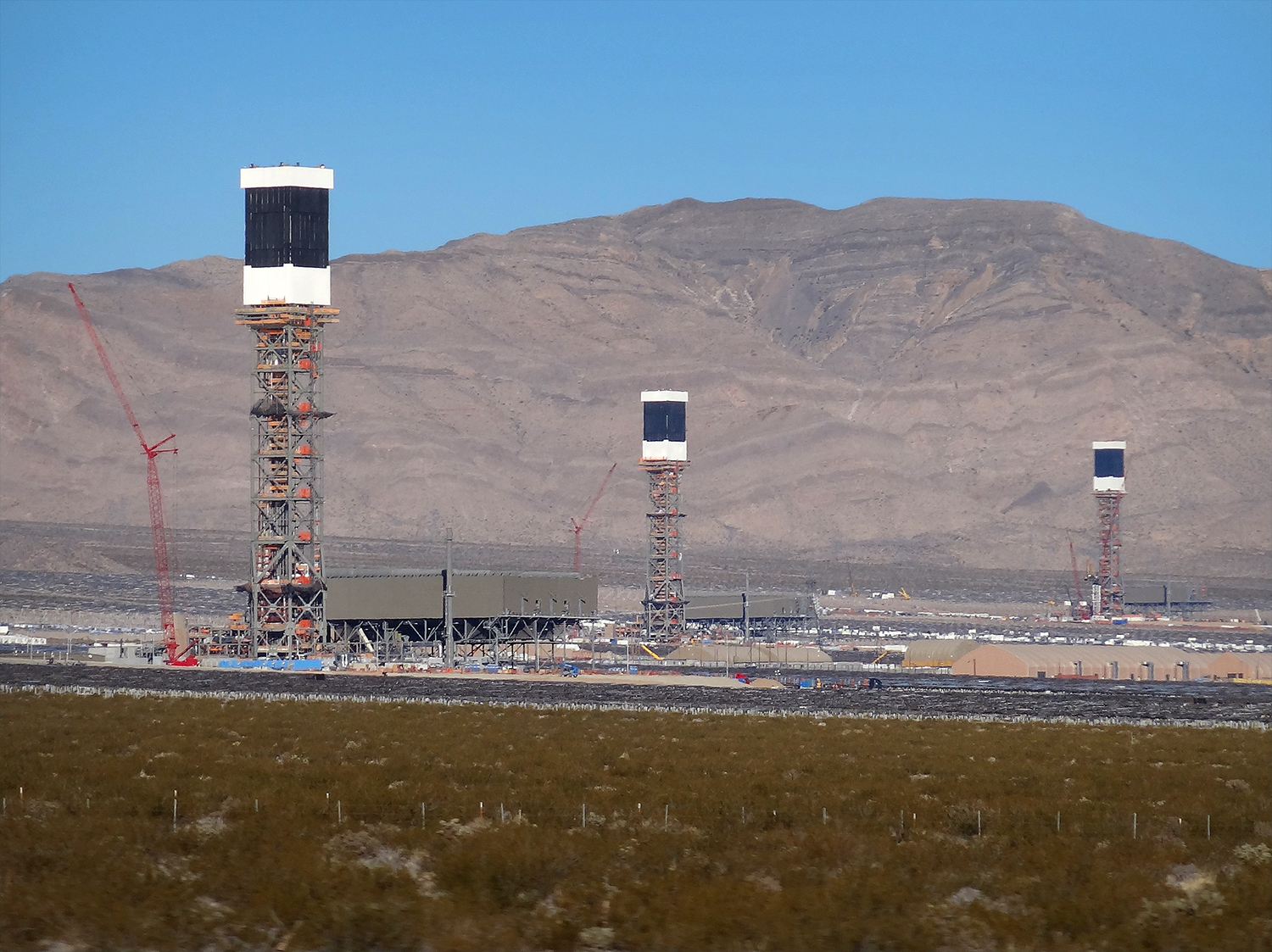
Les 3 chaudières de la centrale solaire d'Ivanpah, le 27 décembre 2012.

La Centrale solaire d'Ivanpah, la plus puissante au monde (377 mégawatts nets, 392 MW bruts), construite par BrightSource Energy et Bechtel pour NRG Energy et Google depuis octobre 2010 dans le désert de Mojave en Californie a été mise en service en février 2014. 170 000 miroirs héliostats focalisent les rayons solaires sur des chauffe-eau situés sur trois tours solaires centrales,.
Le projet d'énergie solaire Genesis a été construit dans le Désert du Colorado par NextEra Energy Resources avec la technologie des miroirs cylindro-paraboliques ; l'électricité produite est vendue à Pacific Gas & Electric.
La Centrale solaire de Crescent Dunes (en) : 17 500 héliostats concentrent les rayons du soleil sur une chaudière perchée au sommet d'une tour solaire de 160 mètres, où des sels fondus sont chauffés à 1 050 °C puis sont utilisés pour produire l'électricité, ou partiellement stockés pour étendre la période de production au-delà du coucher du soleil ; l'électricité produite sera vendue sous un contrat de 25 ans à la Nevada Power Company de Las Vegas.

### Principaux acteurs
- BrightSource Energy[84], basée à Oakland (Californie), a été créé spécifiquement pour la construction de centrales solaires thermodynamiques, avec des capitaux venant de sociétés financières (fonds de pension, banques, sociétés de capital-développement) et pétrolières (BP, Chevron, Statoil) ainsi que de Google et Alstom ;
- NextEra Energy Resources[85], fournisseur d'énergie américain basé en Floride, dont 55 % du parc est éolien et 4 % solaire (SEGS, Desert Sunlight, Genesis) ;
- l'espagnol Abengoa Solar, spécialisé dans les centrales solaires à concentration, surtout thermodynamiques ; sa société mère Abengoa a comme activité principale l'ingénierie ;
- SolarReserve[86], développeur de centrales solaires à tour avec stockage en Californie (Crescent Dunes, Rice Army Airfield), Espagne et Afrique du Sud, créé en 2007.

## Politique énergétique
Le 15 mai 2024, le gouvernement américain présente les détails de son plan de protection contre les surcapacités et les bas prix chinois : les droits de douane sur les panneaux solaires et les cellules photovoltaïques sont doublés, passant à 50 %, et les exemptions de taxes douanières dont bénéficiaient les importateurs sont supprimées ; ces exemptions concernaient les panneaux bifaces, ceux qui équipent les fermes solaires. Depuis l'arrivée au pouvoir de Joe Biden en 2021, les acteurs de la filière ont promis de dépenser plus de 17 milliards de dollars dans la production de panneaux solaires. La capacité de production de modules solaires aux États-Unis, d'à peine 8 GWc en 2021, devrait atteindre 50 GWc en 2026 grâce à l'Inflation Reduction Act (IRA) promulgué en août 2022, et les capacités annoncées atteignent au total 125 GWc. En 2023, les capacités installées ont progressé de 51 %. Par ailleurs, le moratoire sur la taxation des produits solaires fabriqués au Cambodge, en Malaisie, en Thaïlande et au Viêt Nam va prendre fin comme prévu au bout de deux ans, le 6 juin, l'administration ayant reconnu qu'il avait permis aux producteurs chinois de contourner les taxes douanières, en délocalisant leurs usines dans ces pays à bas coûts de main-d'oeuvre ; les producteurs américains y sont également installés, ce qui leur permet de rester compétitifs sur le marché européen non protégé. Selon le PDG du développeur NextEra, les États-Unis sont le marché des panneaux solaires le plus cher du monde, les prix y sont deux à trois fois supérieurs à ceux de n'importe quel autre marché dans le monde.
Les crédits d'impôts de la Loi sur la réduction de l'inflation de 2022 (IRA) pourraient apporter 11 milliards de dollars en dix ans à First Solar, le premier producteur américain de panneaux solaires, qui s’apprête à ouvrir une nouvelle usine en Alabama au deuxième semestre 2024 et une autre en Louisiane fin 2025. Le gouvernement prépare une hausse des droits de douane sur les panneaux et cellules photovoltaïques, dont les importations depuis l'Asie atteignent 12,5 milliards de dollars par an. Les producteurs américains ont demandé au département du Commerce d'appliquer des taux de 70 % à 271 % pour les produits en provenance du Cambodge, de Malaisie, de Thaïlande, du Vietnam.
En avril 2023, la CPUC (California Public Utilities Commission) édicte de nouvelles règles qui réduisent fortement le prix auquel les fournisseurs d'électricité sont obligés d'acheter l'électricité produite par les panneaux solaires en toiture. Jusque-là, ces prix très favorables ont entrainé une explosion de la production solaire : la Californie a ajouté 5,3 GWc de solaire entre 2016 et 2019 sur ses résidences, ses immeubles de bureaux et ses centres commerciaux et en 2023, elle concentre 40 % des installations de solaire sur toiture des États-Unis. Elle impose même depuis 2020  aux promoteurs immobiliers d'ajouter des panneaux sur les toitures, lorsqu'ils construisent maisons ou immeubles d'habitation. Mais en 2022 la part des énergies renouvelables dans la production d'électricité californienne atteint 49 %, et l'arrêt de la production solaire le soir, où la demande est forte, pose problème pour les gestionnaires de réseaux. La décision de la CPUC vise donc à encourager les particuliers à installer à la fois des panneaux et des batteries, et à consommer presque toute leur électricité. Depuis l'entrée en vigueur des nouvelles règles en avril 2023, les nouveaux projets ont chuté de 80 %.
Le 8 septembre 2021, le président Joe Biden présente les objectifs du gouvernement fédéral en matière de production d'énergie solaire : le solaire deviendrait la première source énergétique des États-Unis, apportant près de la moitié de la production d'électricité du pays d'ici à 2050, contre 4 % en 2020. Selon le rapport « Solar Futures Study » du département de l'Énergie, le rythme des installations devrait doubler sur les 4 prochaines années, puis à nouveau doubler d'ici 2030, et la part du solaire dans la production d'électricité atteindrait 40 % en 2035. Le plan proposé pour les infrastructures prévoit 3,5 milliards $ pour le solaire. Des réductions fiscales seraient accordées pour l'installation de panneaux solaires à domicile.
La filière photovoltaïque a connu un boom depuis 2009 grâce à la baisse rapide des prix des modules et au soutien gouvernemental : le Solar Investment Tax Credit (ITC) est un crédit d'impôt de 30 % des investissements dans les systèmes solaires résidentiels et commerciaux jusqu'au 31 décembre 2016 ; de plus, une trentaine d'États ont aussi leur programme de soutien sous forme de tarifs d'achat, de subventions ou de quotas. Le Congrès américain a voté en décembre 2015 la prolongation pour cinq ans de ce crédit d'impôt.
Les États des États-Unis utilisent des systèmes de quotas  : la puissance publique impose aux entreprises électriques une contribution minimale d’énergies renouvelables en termes de capacité installée ou d’électricité produite sous la forme de quotas, qui évoluent dans le temps avec les objectifs de politique énergétique ; ce dispositif est très souvent complété par d’autres mécanismes de soutien tel que les crédits d’impôts, ainsi, dans les États américains où ce système est mis en place, sa contribution à la valorisation des kWh n’est que de l’ordre de 25 %. Ces États américains, au nombre de 31, ont institué des « normes de portefeuille d'énergie renouvelable » (Renewable portfolio standard - RPS) qui obligent les fournisseurs d'électricité à atteindre une certaine part d'énergie renouvelable dans l'électricité commercialisée (ex. : 15 % en 2025 en Arizona, 30 % en 2020 au Colorado, 33 % en 2020 en Californie) ; les producteurs de ces énergies reçoivent des certificats (REC) pour chaque kWh produit, qu'ils vendent à leurs clients fournisseurs en même temps que leur électricité ; les fournisseurs peuvent alors présenter ces certificats à l'administration pour démontrer leur conformité au RPS ; sinon ils doivent payer des pénalités. Un rapport constate que ce système de RPS est plus efficace lorsqu'il est combiné avec les crédits d'impôt fédéraux (PTC).
Selon l'étude de marché de la Deutsche Bank consacré au solaire (janvier 2014), le marché du photovoltaïque aux États-Unis devrait passer de 5 GW en 2013 à 8 GW en 2014 et 12 GW en 2015. Grâce au crédit d'impôt pour investissement (ITC - Investment tax Credit), dix États ont atteint la parité réseau :
| État | Coût du kWh solaire* | Coût de l'électricité** |
| --- | -------------------- | ----------------------- |
| Arizona | 0,11                 | 0,11                    |
| Californie | 0,12                 | 0,16                    |
| Connecticut | 0,15                 | 0,17                    |
| Hawaï | 0,15                 | 0,17                    |
| Nevada | 0,10                 | 0,12                    |
| New Hampshire | 0,15                 | 0,16                    |
| New Jersey | 0,15                 | 0,16                    |
| Nouveau-Mexique | 0,11                 | 0,11                    |
| New York | 0,15                 | 0,18                    |
| Vermont | 0,16                 | 0,17                    |
| * coût actualisé du kWh produit (Levelised Cost of Energy - LCOE) ** prix moyen de détail de l'électricité pour les petits consommateurs. |                      |                         |

Si les prix des systèmes solaires baissent de 3 $/W à 2,5 $/W, le coût actualisé du kWh solaire pourrait baisser à 9-14 cents/kWh et douze autres États pourraient alors parvenir à la parité réseau : Colorado, Delaware, Washington DC, Floride, Kansas, Maryland, Massachusetts, Michigan, Pennsylvanie, Rhode Island, Caroline du Sud et Wisconsin.
L'Investment tax Credit (ITC) devait expirer en 2016 ; sans ITC, le coût du kWh solaire remonterait de 10-16 cents à 15-21 cents et seul l'État de Hawaï resterait à la parité réseau ; avec un ITC de 10 %, 36 États serait à la parité réseau. Une ruée vers le solaire est donc à prévoir en 2015-2016.
Le Congrès américain a voté le 18 décembre 2015 la prolongation des crédits d’impôt en faveur du solaire et de l’éolien ; les démocrates ont obtenu leur reconduction pour cinq ans, en contrepartie de la levée de l’interdiction faite, depuis plus de 40 ans, aux compagnies pétrolières américaines d’exporter leur production. Le crédit d’impôt sur les panneaux solaires pour les particuliers et les locaux commerciaux est maintenu à son niveau actuel de 30 % jusqu’en 2019 ; il déclinera ensuite jusqu’en 2022. Cette décision déclenchera des investissements supplémentaires attendus à 38 milliards de dollars dans le solaire d’ici à 2021, selon Bloomberg New Energy Finance.